# Liste der UEFA-Super-Cup-Spiele
Die Liste enthält die Spiele um den UEFA Super Cup, einschließlich der ersten, aufgrund privater Absprache zwischen den beteiligten Klubs, noch inoffiziell ausgetragenen Auflage 1972, die erst später von der UEFA anerkannt wurde, mit statistischen Angaben.

Aktuelles Logo des UEFA Super Cups

## 1972
Die 1. Ausspielung des Wettbewerbs fand im Januar 1973 zwischen dem Sieger des Europapokals der Landesmeister 1971/72 Ajax Amsterdam und dem Sieger des Europapokals der Pokalsieger 1971/72 Glasgow Rangers statt. Die Partie wurde allerdings nicht unter Obhut der UEFA ausgetragen, sondern aufgrund einer Absprache zwischen den beiden Klubs anlässlich des 100-jährigen Bestehens der Glasgow Rangers und wurde von der niederländischen Zeitung De Telegraaf unterstützt, die den Pokal stiftete. Dieses Duell wurde erst später als erste Austragung des Super Cups von der UEFA anerkannt.

### Hinspiel
| Glasgow Rangers                                 | Glasgow Rangers | Ajax Amsterdam | Ajax Amsterdam |
| ----------------------------------------------- | --- | --- | -------------- |
| Glasgow Rangers                                 | \| 16. Januar 1973 in Glasgow (Ibrox Park) \| \| Ergebnis: 1:3 (1:2) \| \| Zuschauer: 57.000 \| \| Schiedsrichter: Alistair McKenzie ( Schottland) \|                                                                                 | \| 16. Januar 1973 in Glasgow (Ibrox Park) \| \| Ergebnis: 1:3 (1:2) \| \| Zuschauer: 57.000 \| \| Schiedsrichter: Alistair McKenzie ( Schottland) \|                                                                                    | Ajax Amsterdam |
| Glasgow Rangers                                 | Peter McCloy – William Jardine, Tom Forsyth, Derek Johnstone (86. Graham Fyfe), Willie Mathieson – Dave Smith, Alex MacDonald, John Greig – Alfie Conn (49. Tommy McLean), Derek Parlane, Quintin Young Cheftrainer: Jock Wallace jr. | Heinz Stuy – Wim Suurbier, Horst Blankenburg, Barry Hulshoff, Ruud Krol – Gerrie Mühren, Arnold Mühren, Arie Haan – Johnny Rep, Johan Cruyff (81. Sjaak Swart), Piet Keizer (66. Heinz Schilcher) Cheftrainer: Ștefan Kovács ( Rumänien) | Ajax Amsterdam |
| Glasgow Rangers                                 | 1:1 Alex MacDonald (41.) | 0:1 Johnny Rep (34.) 1:2 Johan Cruyff (45.) 1:3 Arie Haan (76.) | Ajax Amsterdam |
| 16. Januar 1973 in Glasgow (Ibrox Park)         | | |                |
| Ergebnis: 1:3 (1:2)                             | | |                |
| Zuschauer: 57.000                               | | |                |
| Schiedsrichter: Alistair McKenzie ( Schottland) | | |                |

### Rückspiel
| Ajax Amsterdam                                         | Ajax Amsterdam | Glasgow Rangers | Glasgow Rangers |
| ------------------------------------------------------ | --- | --- | --------------- |
| Ajax Amsterdam                                         | \| 24. Januar 1973 in Amsterdam (De Meer Stadion) \| \| Ergebnis: 3:2 (2:2) \| \| Zuschauer: 26.168 \| \| Schiedsrichter: Hans-Joachim Weyland ( BR Deutschland) \|                                                 | \| 24. Januar 1973 in Amsterdam (De Meer Stadion) \| \| Ergebnis: 3:2 (2:2) \| \| Zuschauer: 26.168 \| \| Schiedsrichter: Hans-Joachim Weyland ( BR Deutschland) \|                                | Glasgow Rangers |
| Ajax Amsterdam                                         | Heinz Stuy – Wim Suurbier, Horst Blankenburg, Barry Hulshoff, Ruud Krol – Gerrie Mühren, Johan Neeskens, Arie Haan – Sjaak Swart (46. Johnny Rep), Johan Cruyff, Piet Keizer Cheftrainer: Ștefan Kovács ( Rumänien) | Peter McCloy – William Jardine, Tom Forsyth, Derek Johnstone, Willie Mathieson – Dave Smith, Alex MacDonald, John Greig – Tommy McLean, Derek Parlane, Quintin Young Cheftrainer: Jock Wallace jr. | Glasgow Rangers |
| Ajax Amsterdam                                         | 1:1 Arie Haan (12.) 2:2 Gerrie Mühren (37., Elfm.) 3:2 Johan Cruyff (79.) | 0:1 Alex MacDonald (2.) 1:2 Quintin Young (35.) | Glasgow Rangers |
| 24. Januar 1973 in Amsterdam (De Meer Stadion)         | | |                 |
| Ergebnis: 3:2 (2:2)                                    | | |                 |
| Zuschauer: 26.168                                      | | |                 |
| Schiedsrichter: Hans-Joachim Weyland ( BR Deutschland) | | |                 |

## 1973
Die 2. und erste offizielle Ausspielung des Wettbewerbs wurde erstmals unter Obhut der UEFA durchgeführt. Der Sieger des Europapokals der Landesmeister 1972/73 Ajax Amsterdam traf auf den Sieger des Europapokals der Pokalsieger 1972/73 AC Mailand. Ajax Amsterdam verteidigte seinen Titel aus den Vorjahr und gewann mit einem Gesamtergebnis von 6:1 erneut den Super Cup.

### Hinspiel
| AC Mailand                                  | AC Mailand | Ajax Amsterdam | Ajax Amsterdam |
| ------------------------------------------- | --- | --- | -------------- |
| AC Mailand                                  | \| 9. Januar 1974 in Mailand (Stadio San Siro) \| \| Ergebnis: 1:0 (0:0) \| \| Zuschauer: 15.000 \| \| Schiedsrichter: Rudolf Scheurer ( Schweiz) \| | \| 9. Januar 1974 in Mailand (Stadio San Siro) \| \| Ergebnis: 1:0 (0:0) \| \| Zuschauer: 15.000 \| \| Schiedsrichter: Rudolf Scheurer ( Schweiz) \|                                | Ajax Amsterdam |
| AC Mailand                                  | Villiam Vecchi – Giuseppe Sabadini, Aldo Maldera, Karl-Heinz Schnellinger, Angelo Anquilletti – Maurizio Turone, Alessandro Turini (46. Franco Bergamaschi), Romeo Benetti, Gianni Rivera – Giorgio Biasiolo, Luciano Chiarugi Cheftrainer: Cesare Maldini | Heinz Stuy – Wim Suurbier, Horst Blankenburg, Barry Hulshoff, Ruud Krol – Gerrie Mühren, Johan Neeskens, Arie Haan – Johnny Rep, Jan Mulder, Piet Keizer Cheftrainer: George Knobel | Ajax Amsterdam |
| AC Mailand                                  | 1:0 Luciano Chiarugi (77.) | | Ajax Amsterdam |
| 9. Januar 1974 in Mailand (Stadio San Siro) | | |                |
| Ergebnis: 1:0 (0:0)                         | | |                |
| Zuschauer: 15.000                           | | |                |
| Schiedsrichter: Rudolf Scheurer ( Schweiz)  | | |                |

### Rückspiel
| Ajax Amsterdam                                | Ajax Amsterdam | AC Mailand | AC Mailand |
| --------------------------------------------- | --- | --- | ---------- |
| Ajax Amsterdam                                | \| 16. Januar 1974 in Amsterdam (Olympiastadion) \| \| Ergebnis: 6:0 (2:0) \| \| Zuschauer: 25.000 \| \| Schiedsrichter: Rudi Glöckner ( DDR) \|                                    | \| 16. Januar 1974 in Amsterdam (Olympiastadion) \| \| Ergebnis: 6:0 (2:0) \| \| Zuschauer: 25.000 \| \| Schiedsrichter: Rudi Glöckner ( DDR) \|                                                                                                 | AC Mailand |
| Ajax Amsterdam                                | Heinz Stuy – Wim Suurbier, Horst Blankenburg, Barry Hulshoff, Ruud Krol – Gerrie Mühren, Johan Neeskens, Arie Haan – Johnny Rep, Jan Mulder, Piet Keizer Cheftrainer: George Knobel | Villiam Vecchi – Dario Dolci, Aldo Maldera, Karl-Heinz Schnellinger, Angelo Anquilletti – Maurizio Turone, Giuseppe Sabadini, Romeo Benetti, Giorgio Biasiolo (69. Carlo Tresoldi) – Gianni Rivera, Luciano Chiarugi Cheftrainer: Cesare Maldini | AC Mailand |
| Ajax Amsterdam                                | 1:0 Jan Mulder (26.) 2:0 Piet Keizer (35.) 3:0 Johan Neeskens (71.) 4:0 Johnny Rep (81.) 5:0 Gerrie Mühren (84., Foulelfmeter) 6:0 Arie Haan (89.)                                  | | AC Mailand |
| 16. Januar 1974 in Amsterdam (Olympiastadion) | | |            |
| Ergebnis: 6:0 (2:0)                           | | |            |
| Zuschauer: 25.000                             | | |            |
| Schiedsrichter: Rudi Glöckner ( DDR)          | | |            |

## 1974 (nicht ausgetragen)
Die vorgesehene dritte Ausspielung des Wettbewerbs zwischen dem Sieger des Europapokals der Landesmeister 1973/74 FC Bayern München und dem Sieger des Europapokals der Pokalsieger 1973/74 dem 1. FC Magdeburg kam nicht zustande, da sich – nach offizieller Begründung – die beiden Vereine nicht auf einen Termin einigen konnten. Dem 1. FC Magdeburg wurde allerdings von seinem Verband DFV die Teilnahme nicht gestattet.

## 1975
Die 3. Ausspielung des Wettbewerbs fand zwischen dem Sieger des Europapokals der Landesmeister 1974/75 Bayern München und dem Sieger des Europapokals der Pokalsieger 1974/75 Dynamo Kiew statt. Erstmals konnte sich dabei der Vertreter des Pokalsiegerwettbewerbs gegen den Vertreter des Meisterwettbewerbs durchsetzen.

### Hinspiel
| FC Bayern München                             | FC Bayern München | Dynamo Kiew | Dynamo Kiew | Aufstellung                                     |
| --------------------------------------------- | --- | --- | ----------- | ----------------------------------------------- |
| FC Bayern München                             | \| 9. September 1975 in München (Olympiastadion) \| \| Ergebnis: 0:1 (0:0) \| \| Zuschauer: 30.000 \| \| Schiedsrichter: Sergio Gonella ( Italien) \|                                                                            | \| 9. September 1975 in München (Olympiastadion) \| \| Ergebnis: 0:1 (0:0) \| \| Zuschauer: 30.000 \| \| Schiedsrichter: Sergio Gonella ( Italien) \|                                                                     | Dynamo Kiew | Aufstellung FC Bayern München gegen Dynamo Kiew |
| FC Bayern München                             | Sepp Maier – Udo Horsmann, Georg Schwarzenbeck, Franz Beckenbauer , Bernd Dürnberger (46. Franz Roth) – Josef Weiß, Jupp Kapellmann, Rainer Zobel – Karl-Heinz Rummenigge, Gerd Müller, Klaus Wunder Cheftrainer: Dettmar Cramer | Jewgeni Rudakow – Alexander Damin, Mychajlo Fomenko, Stefan Reschko, Waleri Zujew – Anatolij Konkow, Wolodymyr Troschkin, Petro Slobodjan, Leonid Burjak – Wiktor Kolotow , Oleh Blochin Cheftrainer: Walerij Lobanowskyj | Dynamo Kiew | Aufstellung FC Bayern München gegen Dynamo Kiew |
| FC Bayern München                             | 0:1 Oleh Blochin (66.) | | Dynamo Kiew | Aufstellung FC Bayern München gegen Dynamo Kiew |
| 9. September 1975 in München (Olympiastadion) | | |             |                                                 |
| Ergebnis: 0:1 (0:0)                           | | |             |                                                 |
| Zuschauer: 30.000                             | | |             |                                                 |
| Schiedsrichter: Sergio Gonella ( Italien)     | | |             |                                                 |

### Rückspiel
| Dynamo Kiew                                   | Dynamo Kiew | FC Bayern München | FC Bayern München | Aufstellung                                     |
| --------------------------------------------- | --- | --- | ----------------- | ----------------------------------------------- |
| Dynamo Kiew                                   | \| 6. Oktober 1975 in Kiew (Zentralstadion Kiew) \| \| Ergebnis: 2:0 (1:0) \| \| Zuschauer: 110.000 \| \| Schiedsrichter: Doğan Babacan ( Türkei) \|                                                                                     | \| 6. Oktober 1975 in Kiew (Zentralstadion Kiew) \| \| Ergebnis: 2:0 (1:0) \| \| Zuschauer: 110.000 \| \| Schiedsrichter: Doğan Babacan ( Türkei) \| | FC Bayern München | Aufstellung Dynamo Kiew gegen FC Bayern München |
| Dynamo Kiew                                   | Jewgeni Rudakow – Wolodymyr Troschkin, Mychajlo Fomenko, Stefan Reschko, Waleri Zujew – Anatolij Konkow, Wolodymyr Muntjan, Wolodymyr Weremejew, Leonid Burjak – Wolodymyr Onyschtschenko, Oleh Blochin Cheftrainer: Walerij Lobanowskyj | Sepp Maier – Udo Horsmann, Georg Schwarzenbeck, Franz Beckenbauer , Bernd Dürnberger (70. Johnny Hansen) – Franz Roth, Josef Weiß, Ludwig Schuster (78. Conny Torstensson), Jupp Kapellmann – Karl-Heinz Rummenigge, Klaus Wunder Cheftrainer: Dettmar Cramer | FC Bayern München | Aufstellung Dynamo Kiew gegen FC Bayern München |
| Dynamo Kiew                                   | 1:0 Oleh Blochin (40.) 2:0 Oleh Blochin (53.) | | FC Bayern München | Aufstellung Dynamo Kiew gegen FC Bayern München |
| 6. Oktober 1975 in Kiew (Zentralstadion Kiew) | | |                   |                                                 |
| Ergebnis: 2:0 (1:0)                           | | |                   |                                                 |
| Zuschauer: 110.000                            | | |                   |                                                 |
| Schiedsrichter: Doğan Babacan ( Türkei)       | | |                   |                                                 |

## 1976
Die 4. Ausspielung des Wettbewerbs fand im August 1976 zwischen dem Sieger des Europapokals der Landesmeister 1975/76 Bayern München und dem Sieger des Europapokals der Pokalsieger 1975/76 RSC Anderlecht statt. Der FC Bayern konnte auch diesmal nicht die Supercup-Trophäe gewinnen; mit dem RSC Anderlecht setzte sich abermals der Vertreter des Pokalsiegerwettbewerbs durch.

### Hinspiel
| FC Bayern München                           | FC Bayern München | RSC Anderlecht | RSC Anderlecht | Aufstellung                                        |
| ------------------------------------------- | --- | --- | -------------- | -------------------------------------------------- |
| FC Bayern München                           | \| 17. August 1976 in München (Olympiastadion) \| \| Ergebnis: 2:1 (0:1) \| \| Zuschauer: 41.000 \| \| Schiedsrichter: Ken Burns ( England) \|                                                                        | \| 17. August 1976 in München (Olympiastadion) \| \| Ergebnis: 2:1 (0:1) \| \| Zuschauer: 41.000 \| \| Schiedsrichter: Ken Burns ( England) \|                                                                                    | RSC Anderlecht | Aufstellung FC Bayern München gegen RSC Anderlecht |
| FC Bayern München                           | Sepp Maier – Udo Horsmann, Georg Schwarzenbeck, Franz Beckenbauer , Conny Torstensson – Bernd Dürnberger, Uli Hoeneß, Jupp Kapellmann – Karl-Heinz Rummenigge, Gerd Müller, Reiner Künkel Cheftrainer: Dettmar Cramer | Jan Ruiter – Gilbert Van Binst, Hugo Broos, Erwin Vandendaele, Jean Dockx (64. Michel De Groote) – François Van der Elst, Ludo Coeck, Arie Haan, Franky Vercauteren – Peter Ressel, Rob Rensenbrink Cheftrainer: Raymond Goethals | RSC Anderlecht | Aufstellung FC Bayern München gegen RSC Anderlecht |
| FC Bayern München                           | 1:1 Gerd Müller (58.) 2:1 Gerd Müller (88.) | 0:1 Arie Haan (16.) | RSC Anderlecht | Aufstellung FC Bayern München gegen RSC Anderlecht |
| 17. August 1976 in München (Olympiastadion) | | |                |                                                    |
| Ergebnis: 2:1 (0:1)                         | | |                |                                                    |
| Zuschauer: 41.000                           | | |                |                                                    |
| Schiedsrichter: Ken Burns ( England)        | | |                |                                                    |

### Rückspiel
| RSC Anderlecht                              | RSC Anderlecht | FC Bayern München | FC Bayern München | Aufstellung                                        |
| ------------------------------------------- | --- | --- | ----------------- | -------------------------------------------------- |
| RSC Anderlecht                              | \| 30. August 1976 in Brüssel (Park Astrid) \| \| Ergebnis: 4:1 (2:0) \| \| Zuschauer: 35.000 \| \| Schiedsrichter: Paul Schiller ( Österreich) \|                                                       | \| 30. August 1976 in Brüssel (Park Astrid) \| \| Ergebnis: 4:1 (2:0) \| \| Zuschauer: 35.000 \| \| Schiedsrichter: Paul Schiller ( Österreich) \|                                                                                          | FC Bayern München | Aufstellung RSC Anderlecht gegen FC Bayern München |
| RSC Anderlecht                              | Jan Ruiter – François Van der Elst, Hugo Broos, Erwin Vandendaele, Jean Dockx – Arie Haan, Ludo Coeck, Franky Vercauteren – Peter Ressel, Duncan McKenzie, Rob Rensenbrink Cheftrainer: Raymond Goethals | Sepp Maier – Udo Horsmann, Georg Schwarzenbeck, Franz Beckenbauer , Björn Andersson – Bernd Dürnberger, Conny Torstensson, Jupp Kapellmann – Karl-Heinz Rummenigge, Gerd Müller, Uli Hoeneß (85. Reiner Künkel) Cheftrainer: Dettmar Cramer | FC Bayern München | Aufstellung RSC Anderlecht gegen FC Bayern München |
| RSC Anderlecht                              | 1:0 Rob Rensenbrink (20.) 2:0 François Van Der Elst (25.) 3:0 Arie Haan (59.) 4:1 Rob Rensenbrink (82.)                                                                                                  | 3:1 Gerd Müller (62.) | FC Bayern München | Aufstellung RSC Anderlecht gegen FC Bayern München |
| 30. August 1976 in Brüssel (Park Astrid)    | | |                   |                                                    |
| Ergebnis: 4:1 (2:0)                         | | |                   |                                                    |
| Zuschauer: 35.000                           | | |                   |                                                    |
| Schiedsrichter: Paul Schiller ( Österreich) | | |                   |                                                    |

## 1977
In der 5. Ausspielung des Wettbewerbs standen sich der FC Liverpool als Sieger des Europapokals der Landesmeister 1976/77 und der Hamburger SV, der den Europapokal der Pokalsieger 1976/77 gewonnen hatte, gegenüber. Nachdem der HSV im Heimspiel unter Trainer Rudi Gutendorf noch ein 1:1-Unentschieden erreicht hatte, geriet er im Rückspiel unter dem neuen Trainer Arkoç Özcan mit 0:6 in ein regelrechtes Debakel.

### Hinspiel
| Hamburger SV                                    | Hamburger SV | FC Liverpool | FC Liverpool | Aufstellung                                 |
| ----------------------------------------------- | --- | --- | ------------ | ------------------------------------------- |
| Hamburger SV                                    | \| 22. November 1977 in Hamburg (Volksparkstadion) \| \| Ergebnis: 1:1 (1:0) \| \| Zuschauer: 18.000 \| \| Schiedsrichter: António Garrido ( Portugal) \|                                                                                  | \| 22. November 1977 in Hamburg (Volksparkstadion) \| \| Ergebnis: 1:1 (1:0) \| \| Zuschauer: 18.000 \| \| Schiedsrichter: António Garrido ( Portugal) \|                                                                     | FC Liverpool | Aufstellung Hamburger SV gegen FC Liverpool |
| Hamburger SV                                    | Jürgen Stars – Hans-Jürgen Ripp, Ivan Buljan (67. Andreas Karow), Manfred Kaltz, Kurt Eigl – Caspar Memering, Klaus Zaczyk, Felix Magath (64. Horst Bertl) – Kevin Keegan, Ferdinand Keller, Arno Steffenhagen Cheftrainer: Rudi Gutendorf | Ray Clemence – Phil Neal, Emlyn Hughes , Phil Thompson, Joey Jones (33. Tommy Smith) – Ray Kennedy, Kenny Dalglish, Jimmy Case (58. David Johnson), Ian Callaghan – Steve Heighway, David Fairclough Cheftrainer: Bob Paisley | FC Liverpool | Aufstellung Hamburger SV gegen FC Liverpool |
| Hamburger SV                                    | 1:0 Ferdinand Keller (29.) | 1:1 David Fairclough (65.) | FC Liverpool | Aufstellung Hamburger SV gegen FC Liverpool |
| 22. November 1977 in Hamburg (Volksparkstadion) | | |              |                                             |
| Ergebnis: 1:1 (1:0)                             | | |              |                                             |
| Zuschauer: 18.000                               | | |              |                                             |
| Schiedsrichter: António Garrido ( Portugal)     | | |              |                                             |

### Rückspiel
| FC Liverpool                             | FC Liverpool | Hamburger SV | Hamburger SV | Aufstellung                                 |
| ---------------------------------------- | --- | --- | ------------ | ------------------------------------------- |
| FC Liverpool                             | \| 6. Dezember 1977 in Liverpool (Anfield) \| \| Ergebnis: 6:0 (2:0) \| \| Zuschauer: 35.000 \| \| Schiedsrichter: Ulf Eriksson ( Schweden) \|                                                                 | \| 6. Dezember 1977 in Liverpool (Anfield) \| \| Ergebnis: 6:0 (2:0) \| \| Zuschauer: 35.000 \| \| Schiedsrichter: Ulf Eriksson ( Schweden) \|                                                                                                 | Hamburger SV | Aufstellung FC Liverpool gegen Hamburger SV |
| FC Liverpool                             | Ray Clemence – Phil Neal, Emlyn Hughes , Phil Thompson, Tommy Smith – Ray Kennedy, Kenny Dalglish, Terry McDermott, Jimmy Case – Steve Heighway (46. David Johnson), David Fairclough Cheftrainer: Bob Paisley | Rudi Kargus – Hans-Jürgen Ripp, Peter Nogly , Manfred Kaltz, Peter Hidien – Klaus Zaczyk (69. Kurt Eigl), Felix Magath, Horst Bertl – Kevin Keegan, Ferdinand Keller (69. Arno Steffenhagen), Georg Volkert Cheftrainer: Özcan Arkoç ( Türkei) | Hamburger SV | Aufstellung FC Liverpool gegen Hamburger SV |
| FC Liverpool                             | 1:0 Phil Thompson (21.) 2:0 Terry McDermott(40.) 3:0 Terry McDermott (56.) 4:0 Terry McDermott (58.) 5:0 David Fairclough (83.) 6:0 Kenny Dalglish (88.)                                                       | | Hamburger SV | Aufstellung FC Liverpool gegen Hamburger SV |
| 6. Dezember 1977 in Liverpool (Anfield)  | | |              |                                             |
| Ergebnis: 6:0 (2:0)                      | | |              |                                             |
| Zuschauer: 35.000                        | | |              |                                             |
| Schiedsrichter: Ulf Eriksson ( Schweden) | | |              |                                             |

## 1978
Die 6. Ausspielung des Wettbewerbs fand im Dezember 1978 zwischen dem Sieger des Europapokals der Landesmeister 1977/78 FC Liverpool und dem Sieger des Europapokals der Pokalsieger 1977/78, dem RSC Anderlecht, statt. Es war der zweite Titel für den belgischen Klub und das dritte Mal, dass der Vertreter des Pokalsiegerwettbewerbs den Supercup gewann.

### Hinspiel
| RSC Anderlecht                            | RSC Anderlecht | FC Liverpool | FC Liverpool |
| ----------------------------------------- | --- | --- | ------------ |
| RSC Anderlecht                            | \| 4. Dezember 1978 in Brüssel (Park Astrid) \| \| Ergebnis: 3:1 (2:1) \| \| Zuschauer: 25.000 \| \| Schiedsrichter: Károly Palotai ( Ungarn) \|                                                      | \| 4. Dezember 1978 in Brüssel (Park Astrid) \| \| Ergebnis: 3:1 (2:1) \| \| Zuschauer: 25.000 \| \| Schiedsrichter: Károly Palotai ( Ungarn) \|                                                           | FC Liverpool |
| RSC Anderlecht                            | Nico de Bree – François Van der Elst, Johnny Dusbaba, Jean Thissen, Hugo Broos – Arie Haan, Ludo Coeck, Franky Vercauteren – Benny Nielsen, Ruud Geels, Rob Rensenbrink Cheftrainer: Raymond Goethals | Ray Clemence – Phil Neal, Ray Kennedy, Alan Kennedy, Emlyn Hughes – Alan Hansen, Jimmy Case, Graeme Souness – David Johnson (54. Steve Heighway), Kenny Dalglish, Terry McDermott Cheftrainer: Bob Paisley | FC Liverpool |
| RSC Anderlecht                            | 1:0 Franky Vercauteren (15.) 2:1 François Van Der Elst (38.) 3:1 Rob Rensenbrink (89.) | 1:1 Jimmy Case (27.) | FC Liverpool |
| 4. Dezember 1978 in Brüssel (Park Astrid) | | |              |
| Ergebnis: 3:1 (2:1)                       | | |              |
| Zuschauer: 25.000                         | | |              |
| Schiedsrichter: Károly Palotai ( Ungarn)  | | |              |

### Rückspiel
| FC Liverpool                               | FC Liverpool | RSC Anderlecht | RSC Anderlecht |
| ------------------------------------------ | --- | --- | -------------- |
| FC Liverpool                               | \| 19. Dezember 1978 in Liverpool (Anfield) \| \| Ergebnis: 2:1 (1:0) \| \| Zuschauer: 23.600 \| \| Schiedsrichter: Nicolae Rainea ( Rumänien) \|                                             | \| 19. Dezember 1978 in Liverpool (Anfield) \| \| Ergebnis: 2:1 (1:0) \| \| Zuschauer: 23.600 \| \| Schiedsrichter: Nicolae Rainea ( Rumänien) \|                                                               | RSC Anderlecht |
| FC Liverpool                               | Steve Ogrizovic – Phil Neal, Phil Thompson, Emlyn Hughes , Alan Hansen – Ray Kennedy, Jimmy Case, Terry McDermott – Kenny Dalglish, Graeme Souness, David Fairclough Cheftrainer: Bob Paisley | Jacky Munaron – Gilbert Van Binst, Johnny Dusbaba, Matty Van Toorn, Jean Thissen – François Van der Elst, Franky Vercauteren, Arie Haan – Ludo Coeck, Ruud Geels, Rob Rensenbrink Cheftrainer: Raymond Goethals | RSC Anderlecht |
| FC Liverpool                               | 1:0 Emlyn Hughes (13.) 2:1 David Fairclough (85.) | 1:1 François Van Der Elst (71.) | RSC Anderlecht |
| 19. Dezember 1978 in Liverpool (Anfield)   | | |                |
| Ergebnis: 2:1 (1:0)                        | | |                |
| Zuschauer: 23.600                          | | |                |
| Schiedsrichter: Nicolae Rainea ( Rumänien) | | |                |

## 1979
Die 7. Ausspielung des Wettbewerbs fand im Januar und Februar 1980 zwischen dem Sieger des Europapokals der Landesmeister 1978/79 Nottingham Forest und dem Sieger des Europapokals der Pokalsieger 1978/79 dem FC Barcelona statt.

### Hinspiel
| Nottingham Forest                           | Nottingham Forest | FC Barcelona | FC Barcelona |
| ------------------------------------------- | --- | --- | ------------ |
| Nottingham Forest                           | \| 30. Januar 1980 in Nottingham (City Ground) \| \| Ergebnis: 1:0 (1:0) \| \| Zuschauer: 23.000 \| \| Schiedsrichter: Adolf Prokop ( DDR) \|                                              | \| 30. Januar 1980 in Nottingham (City Ground) \| \| Ergebnis: 1:0 (1:0) \| \| Zuschauer: 23.000 \| \| Schiedsrichter: Adolf Prokop ( DDR) \| | FC Barcelona |
| Nottingham Forest                           | Peter Shilton – Viv Anderson, Kenny Burns, Larry Lloyd, Frank Gray – Martin O’Neill, Stan Bowles, Charlie George – Trevor Francis, Garry Birtles, John Robertson Cheftrainer: Brian Clough | Pedro María Artola – Rafael Zuviría, Antonio Olmo, Migueli, Adjutori Serrat – Quique Costas, Jesús Landáburu, Juan Manuel Asensi – Allan Simonsen (46. Juan José Estella), Roberto Dinamite, (46. Francisco Carrasco), Julián Rubio Cheftrainer: László Kubala | FC Barcelona |
| Nottingham Forest                           | 1:0 Charlie George (9.) | | FC Barcelona |
| 30. Januar 1980 in Nottingham (City Ground) | | |              |
| Ergebnis: 1:0 (1:0)                         | | |              |
| Zuschauer: 23.000                           | | |              |
| Schiedsrichter: Adolf Prokop ( DDR)         | | |              |

### Rückspiel
| FC Barcelona                                        | FC Barcelona | Nottingham Forest | Nottingham Forest |
| --------------------------------------------------- | --- | --- | ----------------- |
| FC Barcelona                                        | \| 5. Februar 1980 in Barcelona (Camp Nou) \| \| Ergebnis: 1:1 (1:1) \| \| Zuschauer: 90.000 \| \| Schiedsrichter: Walter Eschweiler ( BR Deutschland) \|                                                                                    | \| 5. Februar 1980 in Barcelona (Camp Nou) \| \| Ergebnis: 1:1 (1:1) \| \| Zuschauer: 90.000 \| \| Schiedsrichter: Walter Eschweiler ( BR Deutschland) \|                                                        | Nottingham Forest |
| FC Barcelona                                        | Pedro María Artola – Juan José Estella, Antonio Olmo, Migueli, Adjutori Serrat (85. Esteban Vigo) – José Vicente Sánchez, Julián Rubio, Juan Manuel Asensi – Allan Simonsen, Roberto Dinamite, Francisco Carrasco Cheftrainer: László Kubala | Peter Shilton – Viv Anderson, Frank Gray, John McGovern , Larry Lloyd, – Kenny Burns, Stan Bowles, Charlie George – Trevor Francis (69. Martin O’Neill), Garry Birtles, John Robertson Cheftrainer: Brian Clough | Nottingham Forest |
| FC Barcelona                                        | 1:0 Roberto Dinamite (25., Foulelfmeter) | 1:1 Kenny Burns (43.) | Nottingham Forest |
| 5. Februar 1980 in Barcelona (Camp Nou)             | | |                   |
| Ergebnis: 1:1 (1:1)                                 | | |                   |
| Zuschauer: 90.000                                   | | |                   |
| Schiedsrichter: Walter Eschweiler ( BR Deutschland) | | |                   |

## 1980
Die 8. Ausspielung des Wettbewerbs fand im November und Dezember 1980 zwischen dem Sieger des Europapokals der Landesmeister 1979/80 Nottingham Forest und dem Sieger des Europapokals der Pokalsieger 1979/80 dem FC Valencia statt. Valencia gewann den Titel aufgrund der Auswärtstorregel. Es war bereits das vierte Mal, dass der Vertreter des Pokalsiegerwettbewerbs den Supercup gewann.

### Hinspiel
| Nottingham Forest                             | Nottingham Forest | FC Valencia | FC Valencia |
| --------------------------------------------- | --- | --- | ----------- |
| Nottingham Forest                             | \| 25. November 1980 in Nottingham (City Ground) \| \| Ergebnis: 2:1 (0:0) \| \| Zuschauer: 12.463 \| \| Schiedsrichter: Alexis Ponnet ( Belgien) \|                                                 | \| 25. November 1980 in Nottingham (City Ground) \| \| Ergebnis: 2:1 (0:0) \| \| Zuschauer: 12.463 \| \| Schiedsrichter: Alexis Ponnet ( Belgien) \|                                                                                 | FC Valencia |
| Nottingham Forest                             | Peter Shilton – Viv Anderson, Kenny Burns, Larry Lloyd, Frank Gray – John McGovern , Gary Mills, Ian Bowyer, John Robertson – Peter Ward (75. Raimondo Ponte), Ian Wallace Cheftrainer: Brian Clough | Carlos Pereira – José Carrete, Ricardo Arias, Manuel Botubot, José Cerveró – Enrique Saura, Daniel Solsona, Ángel Castellanos, Javier Subirats – Fernando Morena, Darío Felman (75. Orlando Jiménez) Cheftrainer: Alfredo Di Stéfano | FC Valencia |
| Nottingham Forest                             | 1:1 Ian Bowyer (58.) 2:1 Ian Bowyer (88.) | 0:1 Felman (47.) | FC Valencia |
| 25. November 1980 in Nottingham (City Ground) | | |             |
| Ergebnis: 2:1 (0:0)                           | | |             |
| Zuschauer: 12.463                             | | |             |
| Schiedsrichter: Alexis Ponnet ( Belgien)      | | |             |

### Rückspiel
| FC Valencia                                           | FC Valencia | Nottingham Forest | Nottingham Forest |
| ----------------------------------------------------- | --- | --- | ----------------- |
| FC Valencia                                           | \| 17. Dezember 1980 in Valencia (Estadio Luis Casanova) \| \| Ergebnis: 1:0 (0:0) \| \| Zuschauer: 45.000 \| \| Schiedsrichter: Franz Wöhrer ( Österreich) \|                                                  | \| 17. Dezember 1980 in Valencia (Estadio Luis Casanova) \| \| Ergebnis: 1:0 (0:0) \| \| Zuschauer: 45.000 \| \| Schiedsrichter: Franz Wöhrer ( Österreich) \|                          | Nottingham Forest |
| FC Valencia                                           | José Sempere – José Cerveró, Manuel Botubot, Ricardo Arias, Miguel Tendillo – Ángel Castellanos, Enrique Saura, Daniel Solsona – Fernando Morena, Javier Subirats, Mario Kempes Cheftrainer: Alfredo Di Stéfano | Peter Shilton – Viv Anderson, Larry Lloyd, Kenny Burns, Bryn Gunn – Martin O’Neill, John McGovern , Raimondo Ponte – Trevor Francis, Ian Wallace, Steve Walsh Cheftrainer: Brian Clough | Nottingham Forest |
| FC Valencia                                           | 1:0 Fernando Morena (51.) | | Nottingham Forest |
| 17. Dezember 1980 in Valencia (Estadio Luis Casanova) | | |                   |
| Ergebnis: 1:0 (0:0)                                   | | |                   |
| Zuschauer: 45.000                                     | | |                   |
| Schiedsrichter: Franz Wöhrer ( Österreich)            | | |                   |

## 1981 (nicht ausgetragen)
Die vorgesehene neunte Ausspielung des Wettbewerbs zwischen dem Sieger des Europapokals der Landesmeister 1980/81 FC Liverpool und dem Sieger des Europapokals der Pokalsieger 1980/81 Dinamo Tiflis kam nicht zustande, da sich beide Mannschaften nach offizieller Begründung nicht auf einen Termin einigen konnten.

## 1982
Die 9. Ausspielung des Wettbewerbs fand im Januar 1983 zwischen dem Sieger des Europapokals der Landesmeister 1981/82 Aston Villa und dem Sieger des Europapokals der Pokalsieger 1981/82 dem FC Barcelona statt. Auch bei seiner zweiten Supercup-Teilnahme nach 1979 unterlag der FC Barcelona erneut einer englischen Mannschaft.

### Hinspiel
| FC Barcelona                            | FC Barcelona | Aston Villa | Aston Villa |
| --------------------------------------- | --- | --- | ----------- |
| FC Barcelona                            | \| 19. Januar 1983 in Barcelona (Camp Nou) \| \| Ergebnis: 1:0 (0:0) \| \| Zuschauer: 55.000 \| \| Schiedsrichter: Bruno Galler ( Schweiz) \| | \| 19. Januar 1983 in Barcelona (Camp Nou) \| \| Ergebnis: 1:0 (0:0) \| \| Zuschauer: 55.000 \| \| Schiedsrichter: Bruno Galler ( Schweiz) \|                                                       | Aston Villa |
| FC Barcelona                            | Javier Urruticoechea – José Vicente Sánchez, José Ramón Alexanko, Migueli , Julio Alberto – Víctor Muñoz, Bernd Schuster, Periko (75. Urbano Ortega) – Marcos Alonso, Quini (70. Pichi Alonso), Francisco Carrasco Cheftrainer: Udo Lattek ( BR Deutschland) | Nigel Spink – Mark Jones (45. Colin Gibson), Allan Evans, Ken McNaught, Gary Williams – Des Bremner, Dennis Mortimer , Gordon Cowans – Peter Withe, Gary Shaw, Tony Morley Cheftrainer: Tony Barton | Aston Villa |
| FC Barcelona                            | 1:0 Marcos (52.) | | Aston Villa |
| 19. Januar 1983 in Barcelona (Camp Nou) | | |             |
| Ergebnis: 1:0 (0:0)                     | | |             |
| Zuschauer: 55.000                       | | |             |
| Schiedsrichter: Bruno Galler ( Schweiz) | | |             |

### Rückspiel
| Aston Villa                                | Aston Villa | FC Barcelona | FC Barcelona |
| ------------------------------------------ | --- | --- | ------------ |
| Aston Villa                                | \| 26. Januar 1983 in Birmingham (Villa Park) \| \| Ergebnis: 3:0 n. V. (1:0, 0:0) \| \| Zuschauer: 31.570 \| \| Schiedsrichter: Alexis Ponnet ( Belgien) \|                                    | \| 26. Januar 1983 in Birmingham (Villa Park) \| \| Ergebnis: 3:0 n. V. (1:0, 0:0) \| \| Zuschauer: 31.570 \| \| Schiedsrichter: Alexis Ponnet ( Belgien) \|                                                                                          | FC Barcelona |
| Aston Villa                                | Nigel Spink – Colin Gibson, Gary Williams, Allan Evans, Ken McNaught – Des Bremner, Andy Blair, Gordon Cowans – Gary Shaw, Peter Withe, Tony Morley (91. Mark Walters) Cheftrainer: Tony Barton | Javier Urruticoechea – José Vicente Sánchez, José Ramón Alexanko, Migueli , Julio Alberto – Víctor Muñoz, Bernd Schuster, Periko – Urbano Ortega, Francisco Carrasco (29. Quini, 55. Manolo), Marcos Alonso Cheftrainer: Udo Lattek ( BR Deutschland) | FC Barcelona |
| Aston Villa                                | 1:0 Gary Shaw (80.) 2:0 Gordon Cowans (99., Elfmeter) 3:0 Ken McNaught (104.) | | FC Barcelona |
| 26. Januar 1983 in Birmingham (Villa Park) | | |              |
| Ergebnis: 3:0 n. V. (1:0, 0:0)             | | |              |
| Zuschauer: 31.570                          | | |              |
| Schiedsrichter: Alexis Ponnet ( Belgien)   | | |              |

## 1983
Die 10. Ausspielung des Wettbewerbs fand im November und Dezember 1983 zwischen dem Sieger des Europapokals der Landesmeister 1982/83 dem Hamburger SV und dem Sieger des Europapokals der Pokalsieger 1982/83 dem FC Aberdeen statt. Auch bei ihrer zweiten Supercup-Teilnahme nach 1977 gewannen die Hamburger den Titel nicht. Bereits zum fünften Mal gewann der Vertreter des Pokalsiegerwettbewerbs den Supercup-Titel.

### Hinspiel
| Hamburger SV                                         | Hamburger SV | FC Aberdeen | FC Aberdeen | Aufstellung                                |
| ---------------------------------------------------- | --- | --- | ----------- | ------------------------------------------ |
| Hamburger SV                                         | \| 22. November 1983 in Hamburg (Volksparkstadion) \| \| Ergebnis: 0:0 \| \| Zuschauer: 12.000 \| \| Schiedsrichter: Vojtěch Christov ( Tschechoslowakei) \|                                                                                       | \| 22. November 1983 in Hamburg (Volksparkstadion) \| \| Ergebnis: 0:0 \| \| Zuschauer: 12.000 \| \| Schiedsrichter: Vojtěch Christov ( Tschechoslowakei) \|                         | FC Aberdeen | Aufstellung Hamburger SV gegen FC Aberdeen |
| Hamburger SV                                         | Uli Stein – Bernd Wehmeyer, Holger Hieronymus, Ditmar Jakobs, Michael Schröder – Jürgen Groh, Jimmy Hartwig (46. Wolfram Wuttke), Wolfgang Rolff, Felix Magath – Dieter Schatzschneider, Thomas von Heesen Cheftrainer: Ernst Happel ( Österreich) | Jim Leighton – Neale Cooper, Alex McLeish, Willie Miller , Doug Rougvie – Gordon Strachan, Neil Simpson, Doug Bell, Peter Weir – John Hewitt, Mark McGhee Cheftrainer: Alex Ferguson | FC Aberdeen | Aufstellung Hamburger SV gegen FC Aberdeen |
| 22. November 1983 in Hamburg (Volksparkstadion)      | | |             |                                            |
| Ergebnis: 0:0                                        | | |             |                                            |
| Zuschauer: 12.000                                    | | |             |                                            |
| Schiedsrichter: Vojtěch Christov ( Tschechoslowakei) | | |             |                                            |

### Rückspiel
| FC Aberdeen                                       | FC Aberdeen | Hamburger SV | Hamburger SV | Aufstellung                                |
| ------------------------------------------------- | --- | --- | ------------ | ------------------------------------------ |
| FC Aberdeen                                       | \| 20. Dezember 1983 in Aberdeen (Pittodrie Stadium) \| \| Ergebnis: 2:0 (0:0) \| \| Zuschauer: 24.000 \| \| Schiedsrichter: Horst Brummeier ( Österreich) \|                                             | \| 20. Dezember 1983 in Aberdeen (Pittodrie Stadium) \| \| Ergebnis: 2:0 (0:0) \| \| Zuschauer: 24.000 \| \| Schiedsrichter: Horst Brummeier ( Österreich) \| | Hamburger SV | Aufstellung FC Aberdeen gegen Hamburger SV |
| FC Aberdeen                                       | Jim Leighton – Stuart McKimmie, Alex McLeish, Neil Simpson, John McMaster – Willie Miller , Gordon Strachan, Doug Bell – John Hewitt (64. Eric Black), Mark McGhee, Peter Weir Cheftrainer: Alex Ferguson | Ulrich Stein – Manfred Kaltz (68. Allan Hansen), Holger Hieronymus, Ditmar Jakobs, Bernd Wehmeyer – Jimmy Hartwig, Michael Schröder, Jürgen Groh, Wolfgang Rolff, Felix Magath – Dieter Schatzschneider (41. Wolfram Wuttke) Cheftrainer: Ernst Happel ( Österreich) | Hamburger SV | Aufstellung FC Aberdeen gegen Hamburger SV |
| FC Aberdeen                                       | 1:0 Neil Simpson (47.) 2:0 Mark McGhee (65.) | | Hamburger SV | Aufstellung FC Aberdeen gegen Hamburger SV |
| 20. Dezember 1983 in Aberdeen (Pittodrie Stadium) | | |              |                                            |
| Ergebnis: 2:0 (0:0)                               | | |              |                                            |
| Zuschauer: 24.000                                 | | |              |                                            |
| Schiedsrichter: Horst Brummeier ( Österreich)     | | |              |                                            |

## 1984
Die 11. Ausspielung des Wettbewerbs fand im Januar 1985 statt und wurde erstmals ohne Rückspiel ausgetragen, da beide Klubs aus Termingründen nur ein Spiel vereinbart hatten. Der Sieger des Europapokals der Landesmeister 1983/84 FC Liverpool traf dabei in Turin auf den Sieger des Europapokals der Pokalsieger 1983/84 Juventus Turin. Zum sechsten Mal gewann der Sieger des Pokalsiegerwettbewerbs den Titel. Weniger als fünf Monate später standen sich beide Teams im Finale des Europapokals der Landesmeister 1984/85 im Heysel-Stadion in Brüssel gegenüber, das von der Katastrophe von Heysel überschattet wurde.
Spielstatistik:
| Juventus Turin                                 | Juventus Turin | FC Liverpool | FC Liverpool |
| ---------------------------------------------- | --- | --- | ------------ |
| Juventus Turin                                 | \| 16. Januar 1985 in Turin (Stadio Comunale) \| \| Ergebnis: 2:0 (1:0) \| \| Zuschauer: 65.000 \| \| Schiedsrichter: Dieter Pauly ( BR Deutschland) \|                                                          | \| 16. Januar 1985 in Turin (Stadio Comunale) \| \| Ergebnis: 2:0 (1:0) \| \| Zuschauer: 65.000 \| \| Schiedsrichter: Dieter Pauly ( BR Deutschland) \|                                             | FC Liverpool |
| Juventus Turin                                 | Luciano Bodini – Luciano Favero, Gaetano Scirea , Sergio Brio, Antonio Cabrini – Massimo Bonini Marco Tardelli, Michel Platini, Massimo Briaschi – Paolo Rossi, Zbigniew Boniek Cheftrainer: Giovanni Trapattoni | Bruce Grobbelaar – Phil Neal, Mark Lawrenson (46. Gary Gillespie), Alan Hansen, Alan Kennedy – Steve Nicol, Ronnie Whelan, Kevin MacDonald, John Wark – Paul Walsh, Ian Rush Cheftrainer: Joe Fagan | FC Liverpool |
| Juventus Turin                                 | 1:0 Zbigniew Boniek (40.) 2:0 Zbigniew Boniek (79.) | | FC Liverpool |
| 16. Januar 1985 in Turin (Stadio Comunale)     | | |              |
| Ergebnis: 2:0 (1:0)                            | | |              |
| Zuschauer: 65.000                              | | |              |
| Schiedsrichter: Dieter Pauly ( BR Deutschland) | | |              |

## 1985 (nicht ausgetragen)
Die vorgesehene zwölfte Ausspielung des Wettbewerbs zwischen dem Sieger des Europapokals der Landesmeister 1984/85 Juventus Turin und dem Sieger des Europapokals der Pokalsieger 1984/85 dem FC Everton kam infolge der Katastrophe von Heysel nicht zustande. Juventus Turin durfte nicht gegen den FC Everton antreten, der wie alle anderen englischen Klubs auch für fünf Jahre aus allen Europapokalwettbewerben ausgeschlossen worden war.

## 1986
Die 12. Ausspielung des Wettbewerbs fand im Februar 1987 zum zweiten Mal in nur einem Spiel, diesmal auf neutralem Platz in Monaco statt und war auch der erste Versuch der UEFA, mehr Einfluss auf den Wettbewerb zu gewinnen, was Spielort, Termin und Organisation betraf. Der Sieger des Europapokals der Landesmeister 1985/86 Steaua Bukarest traf dabei auf den Sieger des Europapokals der Pokalsieger 1985/86 Dynamo Kiew.
Spielstatistik:
| Steaua Bukarest                             | Steaua Bukarest | Dynamo Kiew | Dynamo Kiew |
| ------------------------------------------- | --- | --- | ----------- |
| Steaua Bukarest                             | \| 24. Februar 1987 in Monaco (Stade Louis II) \| \| Ergebnis: 1:0 (1:0) \| \| Zuschauer: 9.000 \| \| Schiedsrichter: Luigi Agnolin ( Italien) \| | \| 24. Februar 1987 in Monaco (Stade Louis II) \| \| Ergebnis: 1:0 (1:0) \| \| Zuschauer: 9.000 \| \| Schiedsrichter: Luigi Agnolin ( Italien) \| | Dynamo Kiew |
| Steaua Bukarest                             | Dumitru Stângaciu – Miodrag Belodedici – Ștefan Iovan , Adrian Bumbescu, Ilie Bărbulescu – László Bölöni, Lucian Bălan, Tudorel Stoica, Gheorghe Hagi (83. Gavril Balint) – Marius Lăcătuș (89. Mihail Majearu), Victor Pițurcă Cheftrainer: Anghel Iordănescu | Wiktor Tschanow – Serhij Baltatscha – Andrij Bal, Oleh Kusnezow, Anatolij Demjanenko – Wadym Jewtuschenko, Pawlo Jakowenko, Oleksandr Sawarow (78. Oleg Morosow), Wassili Raz – Ihor Bjelanow (51. Oleksij Mychajlytschenko), Oleh Blochin Cheftrainer: Walerij Lobanowskyj | Dynamo Kiew |
| Steaua Bukarest                             | 1:0 Gheorghe Hagi (45.) | | Dynamo Kiew |
| 24. Februar 1987 in Monaco (Stade Louis II) | | |             |
| Ergebnis: 1:0 (1:0)                         | | |             |
| Zuschauer: 9.000                            | | |             |
| Schiedsrichter: Luigi Agnolin ( Italien)    | | |             |

## 1987
Die 13. Ausspielung des Wettbewerbs fand im November 1987 und Januar 1988 zwischen dem Sieger des Europapokals der Landesmeister 1986/87 dem FC Porto und dem Sieger des Europapokals der Pokalsieger 1986/87 Ajax Amsterdam statt.

### Hinspiel
| Ajax Amsterdam                                  | Ajax Amsterdam | FC Porto | FC Porto |
| ----------------------------------------------- | --- | --- | -------- |
| Ajax Amsterdam                                  | \| 24. November 1987 in Amsterdam (Olympiastadion) \| \| Ergebnis: 0:1 (0:1) \| \| Zuschauer: 30.000 \| \| Schiedsrichter: Robert Valentine ( Schottland) \|                                                                          | \| 24. November 1987 in Amsterdam (Olympiastadion) \| \| Ergebnis: 0:1 (0:1) \| \| Zuschauer: 30.000 \| \| Schiedsrichter: Robert Valentine ( Schottland) \|                                                                     | FC Porto |
| Ajax Amsterdam                                  | Stanley Menzo – Danny Blind, Frank Verlaat, Aron Winter, Rob Witschge – Jan Wouters (68. Ronald de Boer), John van ’t Schip, Arnold Mühren (46. Richard Witschge) – Dennis Bergkamp, John Bosman, Ally Dick Cheftrainer: Johan Cruyff | Józef Młynarczyk – João Pinto , Geraldão, António Lima Pereira, Augusto Inácio – António André, Jaime Magalhães, António Frasco (81. Quim), António Sousa – Rui Barros, Fernando Gomes Cheftrainer: Tomislav Ivić ( Jugoslawien) | FC Porto |
| Ajax Amsterdam                                  | 0:1 Rui Barros (5.) | | FC Porto |
| 24. November 1987 in Amsterdam (Olympiastadion) | | |          |
| Ergebnis: 0:1 (0:1)                             | | |          |
| Zuschauer: 30.000                               | | |          |
| Schiedsrichter: Robert Valentine ( Schottland)  | | |          |

### Rückspiel
| FC Porto                                           | FC Porto | Ajax Amsterdam | Ajax Amsterdam |
| -------------------------------------------------- | --- | --- | -------------- |
| FC Porto                                           | \| 13. Januar 1988 in Porto (Estádio das Antas) \| \| Ergebnis: 1:0 (0:0) \| \| Zuschauer: 50.000 \| \| Schiedsrichter: Aron Schmidhuber ( BR Deutschland) \|                                                                                            | \| 13. Januar 1988 in Porto (Estádio das Antas) \| \| Ergebnis: 1:0 (0:0) \| \| Zuschauer: 50.000 \| \| Schiedsrichter: Aron Schmidhuber ( BR Deutschland) \|                                                               | Ajax Amsterdam |
| FC Porto                                           | Józef Młynarczyk – João Pinto , Geraldão, António Lima Pereira, Augusto Inácio – Bandeirinha (82. José Semedo), Jaime Magalhães, Rui Barros, António Sousa, António André (68. Jorge Plácido) – Fernando Gomes Cheftrainer: Tomislav Ivić ( Jugoslawien) | Stanley Menzo – Danny Blind, Jan Wouters, Larsson, Danny Hesp – John van ’t Schip, Aron Winter, Arnold Mühren – Dennis Bergkamp (80. Henny Meijer), John Bosman, Richard Witschge (63. Bryan Roy) Cheftrainer: Johan Cruyff | Ajax Amsterdam |
| FC Porto                                           | 1:0 António Sousa (70.) | | Ajax Amsterdam |
| 13. Januar 1988 in Porto (Estádio das Antas)       | | |                |
| Ergebnis: 1:0 (0:0)                                | | |                |
| Zuschauer: 50.000                                  | | |                |
| Schiedsrichter: Aron Schmidhuber ( BR Deutschland) | | |                |

## 1988
Die 14. Ausspielung des Wettbewerbs fand im Februar 1989 zwischen dem Sieger des Europapokals der Landesmeister 1987/88, der PSV Eindhoven und dem Sieger des Europapokals der Pokalsieger 1987/88, KV Mechelen statt; zum ersten Mal kam es damit zu einem Aufeinandertreffen zwischen zwei Klubs aus dem niederländischsprachigen Raum. Mit dem KV Mechelen setzte sich zum siebten Mal der Vertreter des Pokalsieger-Wettbewerbs gegen den Vertreter des Landesmeister-Wettbewerbs durch.

### Hinspiel
| KV Mechelen                                     | KV Mechelen | PSV Eindhoven | PSV Eindhoven |
| ----------------------------------------------- | --- | --- | ------------- |
| KV Mechelen                                     | \| 1. Februar 1989 in Mechelen (Achter de Kazerne) \| \| Ergebnis: 3:0 (2:0) \| \| Zuschauer: 6.500 \| \| Schiedsrichter: Siegfried Kirschen ( DDR) \| | \| 1. Februar 1989 in Mechelen (Achter de Kazerne) \| \| Ergebnis: 3:0 (2:0) \| \| Zuschauer: 6.500 \| \| Schiedsrichter: Siegfried Kirschen ( DDR) \|                                                             | PSV Eindhoven |
| KV Mechelen                                     | Michel Preud’homme – Marc Emmers – Koenraad Sanders, Graeme Rutjes, Bruno Versavel – Wim Hofkens, Erwin Koeman (58. Geert Deferm), Pascal De Wilde, Paul Demesmaeker – John Bosman (90. Marc Wilmots), Piet Den Boer Cheftrainer: Aad de Mos ( Niederlande) | Patrick Lodewijks – Ronald Koeman – Eric Gerets , Stan Valckx, John Veldman – Berry van Aerle, Søren Lerby, Gerald Vanenburg – Romário, Hans Gillhaus, Anton Janssen (73. Juul Ellerman) Cheftrainer: Guus Hiddink | PSV Eindhoven |
| KV Mechelen                                     | 1:0 John Bosman (17.) 2:0 Pascal De Wilde (18.) 3:0 John Bosman (50.) | | PSV Eindhoven |
| 1. Februar 1989 in Mechelen (Achter de Kazerne) | | |               |
| Ergebnis: 3:0 (2:0)                             | | |               |
| Zuschauer: 6.500                                | | |               |
| Schiedsrichter: Siegfried Kirschen ( DDR)       | | |               |

### Rückspiel
| PSV Eindhoven                                   | PSV Eindhoven | KV Mechelen | KV Mechelen |
| ----------------------------------------------- | --- | --- | ----------- |
| PSV Eindhoven                                   | \| 15. Februar 1989 in Eindhoven (Philips Stadion) \| \| Ergebnis: 1:0 (0:0) \| \| Zuschauer: 17.100 \| \| Schiedsrichter: Erik Fredriksson ( Schweden) \|                                                             | \| 15. Februar 1989 in Eindhoven (Philips Stadion) \| \| Ergebnis: 1:0 (0:0) \| \| Zuschauer: 17.100 \| \| Schiedsrichter: Erik Fredriksson ( Schweden) \|                                                                               | KV Mechelen |
| PSV Eindhoven                                   | Patrick Lodewijks – Ronald Koeman – Eric Gerets , Jozef Chovanec, Jan Heintze – Berry van Aerle, Gerald Vanenburg, Edward Linskens (66. Stan Valckx) – Hans Gillhaus, Romário, Juul Ellerman Cheftrainer: Guus Hiddink | Michel Preud’homme – Marc Emmers (40. Erwin Koeman) – Koenraad Sanders, Graeme Rutjes, Geert Deferm – Pascal De Wilde, Wim Hofkens, Bruno Versavel, Paul Demesmaeker – John Bosman, Piet Den Boer Cheftrainer: Aad de Mos ( Niederlande) | KV Mechelen |
| PSV Eindhoven                                   | 1:0 Hans Gillhaus (78.) | | KV Mechelen |
| 15. Februar 1989 in Eindhoven (Philips Stadion) | | |             |
| Ergebnis: 1:0 (0:0)                             | | |             |
| Zuschauer: 17.100                               | | |             |
| Schiedsrichter: Erik Fredriksson ( Schweden)    | | |             |

## 1989
Die 15. Ausspielung des Wettbewerbs fand im November 1989 zwischen dem Sieger des Europapokals der Landesmeister 1988/89 AC Mailand und dem Sieger des Europapokals der Pokalsieger 1988/89 FC Barcelona statt. Bei seiner zweiten Teilnahme nach 1973 gewann der AC Mailand seinen ersten Supercup-Titel. Hingegen gewann der FC Barcelona auch im dritten Anlauf nach 1979 und 1982 den Titel nicht.

### Hinspiel
| FC Barcelona                               | FC Barcelona | AC Mailand | AC Mailand |
| ------------------------------------------ | --- | --- | ---------- |
| FC Barcelona                               | \| 22. November 1989 in Barcelona (Camp Nou) \| \| Ergebnis: 1:1 (0:1) \| \| Zuschauer: 70.000 \| \| Schiedsrichter: Joël Quiniou ( Frankreich) \| | \| 22. November 1989 in Barcelona (Camp Nou) \| \| Ergebnis: 1:1 (0:1) \| \| Zuschauer: 70.000 \| \| Schiedsrichter: Joël Quiniou ( Frankreich) \| | AC Mailand |
| FC Barcelona                               | Andoni Zubizarreta – Ronald Koeman – Ricardo Serna, Aloísio Pires Alves – Luis Milla, Eusebio Sacristán, José Mari Bakero, Guillermo Amor (77. Onésimo Sánchez) – Julio Salinas (64. Roberto Fernández Bonillo), Michael Laudrup, Txiki Begiristain Cheftrainer: Johan Cruyff ( Niederlande) | Giovanni Galli – Stefano Salvatori, Mauro Tassotti, Alessandro Costacurta, Paolo Maldini – Diego Fuser, Frank Rijkaard, Roberto Donadoni (82. Giovanni Stroppa), Alberico Evani – Marco van Basten, Daniele Massaro (88. Marco Simone) Cheftrainer: Arrigo Sacchi | AC Mailand |
| FC Barcelona                               | 1:1 Guillermo Amor (67.) | 0:1 Marco van Basten (44., Foulelfmeter) | AC Mailand |
| 22. November 1989 in Barcelona (Camp Nou)  | | |            |
| Ergebnis: 1:1 (0:1)                        | | |            |
| Zuschauer: 70.000                          | | |            |
| Schiedsrichter: Joël Quiniou ( Frankreich) | | |            |

### Rückspiel
| AC Mailand                                             | AC Mailand | FC Barcelona | FC Barcelona |
| ------------------------------------------------------ | --- | --- | ------------ |
| AC Mailand                                             | \| 29. November 1989 in Mailand (Giuseppe-Meazza-Stadion) \| \| Ergebnis: 1:0 (0:0) \| \| Zuschauer: 55.000 \| \| Schiedsrichter: Helmut Kohl ( Österreich) \|                                                                           | \| 29. November 1989 in Mailand (Giuseppe-Meazza-Stadion) \| \| Ergebnis: 1:0 (0:0) \| \| Zuschauer: 55.000 \| \| Schiedsrichter: Helmut Kohl ( Österreich) \| | FC Barcelona |
| AC Mailand                                             | Giovanni Galli – Stefano Carobbi, Mauro Tassotti, Alessandro Costacurta, Paolo Maldini – Diego Fuser, Frank Rijkaard, Roberto Donadoni, Alberico Evani – Marco van Basten, Daniele Massaro (66. Marco Simone) Cheftrainer: Arrigo Sacchi | Andoni Zubizarreta – Luis María López Rekarte (75. Onésimo Sánchez), José Ramón Alexanko, Ricardo Serna – Luis Milla, Eusebio Sacristán, José Mari Bakero, Roberto Fernández Bonillo – Jordi Roura (10. Miquel Soler), Julio Salinas, Txiki Begiristain Cheftrainer: Johan Cruyff ( Niederlande) | FC Barcelona |
| AC Mailand                                             | 1:0 Alberigo Evani (55.) | | FC Barcelona |
| 29. November 1989 in Mailand (Giuseppe-Meazza-Stadion) | | |              |
| Ergebnis: 1:0 (0:0)                                    | | |              |
| Zuschauer: 55.000                                      | | |              |
| Schiedsrichter: Helmut Kohl ( Österreich)              | | |              |

## 1990
Die 16. Ausspielung des Wettbewerbs fand zwischen dem Sieger des Europapokals der Landesmeister 1989/90 AC Mailand und dem Sieger des Europapokals der Pokalsieger 1989/90 Sampdoria Genua statt; zum ersten Mal in der Geschichte des UEFA Super Cups standen sich zwei Mannschaften aus demselben Land gegenüber. Bei seiner dritten Teilnahme nach 1973 und 1989 verteidigte der AC Mailand als zweiter Klub nach Ajax Amsterdam seinen Titel aus dem Vorjahr und zog mit zwei Supercup-Siegen ebenfalls mit Ajax gleich.

### Hinspiel
| Sampdoria Genua                                   | Sampdoria Genua | AC Mailand | AC Mailand |
| ------------------------------------------------- | --- | --- | ---------- |
| Sampdoria Genua                                   | \| 10. Oktober 1990 in Genua (Stadio Luigi Ferraris) \| \| Ergebnis: 1:1 (1:1) \| \| Zuschauer: 19.724 \| \| Schiedsrichter: José dos Santos ( Portugal) \|                                                                                   | \| 10. Oktober 1990 in Genua (Stadio Luigi Ferraris) \| \| Ergebnis: 1:1 (1:1) \| \| Zuschauer: 19.724 \| \| Schiedsrichter: José dos Santos ( Portugal) \| | AC Mailand |
| Sampdoria Genua                                   | Gianluca Pagliuca – Moreno Mannini, Giovanni Invernizzi – Fausto Pari, Marco Lanna, Luca Pellegrini – Oleksij Mychajlytschenko, Attilio Lombardo, Marco Branca – Roberto Mancini, Giuseppe Dossena Cheftrainer: Vujadin Boškov ( Jugoslawien) | Andrea Pazzagli – Mauro Tassotti, Alessandro Costacurta – Gianluca Gaudenzi, Filippo Galli, Franco Baresi , Roberto Donadoni (59. Frank Rijkaard), Carlo Ancelotti – Daniele Massaro, Ruud Gullit, Alberico Evani (70. Giovanni Stroppa) Cheftrainer: Arrigo Sacchi | AC Mailand |
| Sampdoria Genua                                   | 1:0 Oleksij Mychajlytschenko (31.) | 1:1 Alberigo Evani (40.) | AC Mailand |
| 10. Oktober 1990 in Genua (Stadio Luigi Ferraris) | | |            |
| Ergebnis: 1:1 (1:1)                               | | |            |
| Zuschauer: 19.724                                 | | |            |
| Schiedsrichter: José dos Santos ( Portugal)       | | |            |

### Rückspiel
| AC Mailand                                            | AC Mailand | Sampdoria Genua | Sampdoria Genua |
| ----------------------------------------------------- | --- | --- | --------------- |
| AC Mailand                                            | \| 29. November 1990 in Bologna (Stadio Renato Dall’Ara) \| \| Ergebnis: 2:0 (1:0) \| \| Zuschauer: 21.735 \| \| Schiedsrichter: Zoran Petrović ( Jugoslawien) \|                                                                                               | \| 29. November 1990 in Bologna (Stadio Renato Dall’Ara) \| \| Ergebnis: 2:0 (1:0) \| \| Zuschauer: 21.735 \| \| Schiedsrichter: Zoran Petrović ( Jugoslawien) \| | Sampdoria Genua |
| AC Mailand                                            | Andrea Pazzagli – Franco Baresi – Mauro Tassotti, Alessandro Costacurta (78. Filippo Galli), Paolo Maldini – Angelo Carbone, Carlo Ancelotti, Frank Rijkaard, Alberico Evani – Massimo Agostini, Ruud Gullit, (75. Roberto Donadoni) Cheftrainer: Arrigo Sacchi | Gianluca Pagliuca – Luca Pellegrini – Marco Lanna, Pietro Vierchowod, Ivano Bonetti – Fausto Pari, Oleksij Mychajlytschenko (68. Giuseppe Dossena), Srečko Katanec (85. Marco Branca), Attilio Lombardo – Roberto Mancini, Gianluca Vialli Cheftrainer: Vujadin Boškov ( Jugoslawien) | Sampdoria Genua |
| AC Mailand                                            | 1:0 Ruud Gullit (44.) 2:0 Frank Rijkaard (76.) | | Sampdoria Genua |
| 29. November 1990 in Bologna (Stadio Renato Dall’Ara) | | |                 |
| Ergebnis: 2:0 (1:0)                                   | | |                 |
| Zuschauer: 21.735                                     | | |                 |
| Schiedsrichter: Zoran Petrović ( Jugoslawien)         | | |                 |

## 1991
Die 17. Ausspielung des Wettbewerbs fand im November 1991 in Manchester zum dritten Mal in nur einem Spiel statt. Diesmal wurde aufgrund des Kriegs in Jugoslawien auf ein Spiel in Belgrad verzichtet. Der Sieger des Europapokals der Landesmeister 1990/91 Roter Stern Belgrad traf dabei in Manchester auf den Sieger des Europapokals der Pokalsieger 1990/91 Manchester United. Zum achten Mal gewann der Sieger des Pokalsieger-Wettbewerbs gegen den Sieger des Landesmeister-Wettbewerbs den Titel.
Spielstatistik:
| Manchester United                                           | Manchester United | Roter Stern Belgrad | Roter Stern Belgrad |
| ----------------------------------------------------------- | --- | --- | ------------------- |
| Manchester United                                           | \| 19. November 1991 um 19:15 Uhr in Manchester (Old Trafford) \| \| Ergebnis: 1:0 (0:0) \| \| Zuschauer: 22.110 \| \| Schiedsrichter: Mario van der Ende ( Niederlande) \|                                                    | \| 19. November 1991 um 19:15 Uhr in Manchester (Old Trafford) \| \| Ergebnis: 1:0 (0:0) \| \| Zuschauer: 22.110 \| \| Schiedsrichter: Mario van der Ende ( Niederlande) \|                                                                  | Roter Stern Belgrad |
| Manchester United                                           | Peter Schmeichel – Lee Martin (69. Ryan Giggs), Gary Pallister, Denis Irwin – Neil Webb, Paul Ince, Clayton Blackmore, Steve Bruce – Andrei Kantschelskis, Mark Hughes, Brian McClair Cheftrainer: Alex Ferguson ( Schottland) | Zvonko Milojević – Duško Radinović, Miodrag Belodedici, Goran Vasilijević, Miroslav Tanjga – Vlada Stošić, Vladimir Jugović, Dejan Savićević (84. Ilija Ivić), Ilija Najdoski, Siniša Mihajlović – Darko Pančev Cheftrainer: Vladica Popović | Roter Stern Belgrad |
| Manchester United                                           | 1:0 Brian McClair (67.) | | Roter Stern Belgrad |
| 19. November 1991 um 19:15 Uhr in Manchester (Old Trafford) | | |                     |
| Ergebnis: 1:0 (0:0)                                         | | |                     |
| Zuschauer: 22.110                                           | | |                     |
| Schiedsrichter: Mario van der Ende ( Niederlande)           | | |                     |

## 1992
Die 18. Ausspielung des Wettbewerbs fand im Februar und März 1993 zwischen dem Sieger des Europapokals der Landesmeister 1991/92 FC Barcelona und dem Sieger des Europapokals der Pokalsieger 1991/92 dem SV Werder Bremen statt. Bei seiner vierten Teilnahme nach 1979, 1982 und 1989 gewann der FC Barcelona seinen ersten Supercup-Titel. Mit dem SV Werder Bremen scheiterte nach 1975 und 1976 mit Bayern München und 1977 und 1983 mit dem Hamburger SV zum fünften Mal eine deutsche Mannschaft.

### Hinspiel
| Werder Bremen                                          | Werder Bremen | FC Barcelona | FC Barcelona | Aufstellung                                  |
| ------------------------------------------------------ | --- | --- | ------------ | -------------------------------------------- |
| Werder Bremen                                          | \| 10. Februar 1993 um 20:15 Uhr in Bremen (Weserstadion) \| \| Ergebnis: 1:1 (0:1) \| \| Zuschauer: 22.096 \| \| Schiedsrichter: Kim Milton Nielsen ( Dänemark) \|                                                                    | \| 10. Februar 1993 um 20:15 Uhr in Bremen (Weserstadion) \| \| Ergebnis: 1:1 (0:1) \| \| Zuschauer: 22.096 \| \| Schiedsrichter: Kim Milton Nielsen ( Dänemark) \| | FC Barcelona | Aufstellung Werder Bremen gegen FC Barcelona |
| Werder Bremen                                          | Oliver Reck – Rune Bratseth – Uli Borowka, Thorsten Legat – Manfred Bockenfeld, Frank Neubarth, Mirko Votava , Andreas Herzog, Dieter Eilts, Marco Bode (69. Stefan Kohn) – Bernd Hobsch (77. Klaus Allofs) Cheftrainer: Otto Rehhagel | Andoni Zubizarreta – Albert Ferrer, Ronald Koeman, Jon Andoni Goikoetxea – Eusebio Sacristán, Miguel Ángel Nadal, José Mari Bakero (67. Txiki Begiristain), Guillermo Amor, Richard Witschge – Julio Salinas (83. Thomas Christiansen), Christo Stoitschkow Cheftrainer: Johan Cruyff ( Niederlande) | FC Barcelona | Aufstellung Werder Bremen gegen FC Barcelona |
| Werder Bremen                                          | 1:1 Klaus Allofs (87.) | 0:1 Julio Salinas (38.) | FC Barcelona | Aufstellung Werder Bremen gegen FC Barcelona |
| Werder Bremen                                          | Manfred Bockenfeld | | FC Barcelona | Aufstellung Werder Bremen gegen FC Barcelona |
| 10. Februar 1993 um 20:15 Uhr in Bremen (Weserstadion) | | |              |                                              |
| Ergebnis: 1:1 (0:1)                                    | | |              |                                              |
| Zuschauer: 22.096                                      | | |              |                                              |
| Schiedsrichter: Kim Milton Nielsen ( Dänemark)         | | |              |                                              |

### Rückspiel
| FC Barcelona                                       | FC Barcelona | Werder Bremen | Werder Bremen | Aufstellung                                  |
| -------------------------------------------------- | --- | --- | ------------- | -------------------------------------------- |
| FC Barcelona                                       | \| 10. März 1993 um 21:15 Uhr in Barcelona (Camp Nou) \| \| Ergebnis: 2:1 (1:1) \| \| Zuschauer: 75.000 \| \| Schiedsrichter: Bo Karlsson ( Schweden) \| | \| 10. März 1993 um 21:15 Uhr in Barcelona (Camp Nou) \| \| Ergebnis: 2:1 (1:1) \| \| Zuschauer: 75.000 \| \| Schiedsrichter: Bo Karlsson ( Schweden) \|                                                                                  | Werder Bremen | Aufstellung FC Barcelona gegen Werder Bremen |
| FC Barcelona                                       | Andoni Zubizarreta – Albert Ferrer, Ronald Koeman, Eusebio Sacristán – Jon Andoni Goikoetxea, Miguel Ángel Nadal, Pep Guardiola (79. Julio Salinas), José Mari Bakero (51. Txiki Begiristain), Guillermo Amor – Michael Laudrup, Christo Stoitschkow Cheftrainer: Johan Cruyff ( Niederlande) | Oliver Reck – Rune Bratseth – Thomas Wolter, Uli Borowka – Thomas Schaaf (32. Hans-Jürgen Gundelach), Wynton Rufer, Dieter Eilts, Andreas Herzog, Marco Bode, Thorsten Legat (77. Klaus Allofs) – Bernd Hobsch Cheftrainer: Otto Rehhagel | Werder Bremen | Aufstellung FC Barcelona gegen Werder Bremen |
| FC Barcelona                                       | 1:0 Christo Stoitschkov (33.) 2:1 Jon Andoni Goikoetxea (48.) | 1:1 Wynton Rufer (41., Foulelfmeter) | Werder Bremen | Aufstellung FC Barcelona gegen Werder Bremen |
| FC Barcelona                                       | Oliver Reck (30.) | | Werder Bremen | Aufstellung FC Barcelona gegen Werder Bremen |
| 10. März 1993 um 21:15 Uhr in Barcelona (Camp Nou) | | |               |                                              |
| Ergebnis: 2:1 (1:1)                                | | |               |                                              |
| Zuschauer: 75.000                                  | | |               |                                              |
| Schiedsrichter: Bo Karlsson ( Schweden)            | | |               |                                              |

## 1993
Die 19. Ausspielung des Wettbewerbs fand im Januar und Februar 1994 zwischen dem Finalisten der UEFA Champions League 1992/93 AC Mailand, da der Sieger Olympique Marseille wegen eines Bestechungsskandals gesperrt war, und dem Sieger des Europapokals der Pokalsieger 1992/93 AC Parma statt; somit standen sich zum zweiten Mal zwei Klubs aus demselben Land gegenüber. Zum neunten Mal gewann der Sieger des Pokalsieger-Wettbewerbs gegen den Vertreter des Landesmeister-Wettbewerbs.

### Hinspiel
| AC Parma                                                     | AC Parma | AC Mailand | AC Mailand |
| ------------------------------------------------------------ | --- | --- | ---------- |
| AC Parma                                                     | \| 12. Januar 1994 um 20:30 Uhr in Parma (Stadio Ennio Tardini) \| \| Ergebnis: 0:1 (0:1) \| \| Zuschauer: 8.083 \| \| Schiedsrichter: Manuel Díaz Vega ( Spanien) \|                                                                   | \| 12. Januar 1994 um 20:30 Uhr in Parma (Stadio Ennio Tardini) \| \| Ergebnis: 0:1 (0:1) \| \| Zuschauer: 8.083 \| \| Schiedsrichter: Manuel Díaz Vega ( Spanien) \| | AC Mailand |
| AC Parma                                                     | Marco Ballotta – David Balleri, Antonio Benarrivo (77. Alberto Di Chiara), Lorenzo Minotti , Luigi Apolloni – Roberto Sensini, Gabriele Pin, Massimo Crippa – Gianfranco Zola, Faustino Asprilla, Tomas Brolin Cheftrainer: Nevio Scala | Sebastiano Rossi – Mauro Tassotti, Paolo Maldini, Franco Baresi , Alessandro Costacurta – Demetrio Albertini (70. Daniele Massaro), Stefano Eranio, Marcel Desailly, Dejan Savićević (87. Christian Panucci), Roberto Donadoni – Jean-Pierre Papin Cheftrainer: Fabio Capello | AC Mailand |
| AC Parma                                                     | 0:1 Jean-Pierre Papin (43.) | | AC Mailand |
| 12. Januar 1994 um 20:30 Uhr in Parma (Stadio Ennio Tardini) | | |            |
| Ergebnis: 0:1 (0:1)                                          | | |            |
| Zuschauer: 8.083                                             | | |            |
| Schiedsrichter: Manuel Díaz Vega ( Spanien)                  | | |            |

### Rückspiel
| AC Mailand                                                        | AC Mailand | AC Parma | AC Parma |
| ----------------------------------------------------------------- | --- | --- | -------- |
| AC Mailand                                                        | \| 2. Februar 1994 um 20:30 Uhr in Mailand (Giuseppe-Meazza-Stadion) \| \| Ergebnis: 0:2 n. V. (0:1, 0:1) \| \| Zuschauer: 24.074 \| \| Schiedsrichter: Kurt Röthlisberger ( Schweiz) \|                                                                                       | \| 2. Februar 1994 um 20:30 Uhr in Mailand (Giuseppe-Meazza-Stadion) \| \| Ergebnis: 0:2 n. V. (0:1, 0:1) \| \| Zuschauer: 24.074 \| \| Schiedsrichter: Kurt Röthlisberger ( Schweiz) \|                                                        | AC Parma |
| AC Mailand                                                        | Sebastiano Rossi – Christian Panucci, Paolo Maldini, Franco Baresi , Alessandro Costacurta – Demetrio Albertini (64. Gianluigi Lentini), Brian Laudrup (76. Angelo Carbone), Marcel Desailly, Roberto Donadoni – Jean-Pierre Papin, Daniele Massaro Cheftrainer: Fabio Capello | Marco Ballotta – Antonio Benarrivo, Alberto Di Chiara, Lorenzo Minotti , Salvatore Matrecano – Roberto Sensini, Gabriele Pin, Massimo Crippa – Gianfranco Zola (104. Daniele Zoratto), Faustino Asprilla, Tomas Brolin Cheftrainer: Nevio Scala | AC Parma |
| AC Mailand                                                        | 0:1 Sensini (23.) 0:2 Crippa (95.) | | AC Parma |
| 2. Februar 1994 um 20:30 Uhr in Mailand (Giuseppe-Meazza-Stadion) | | |          |
| Ergebnis: 0:2 n. V. (0:1, 0:1)                                    | | |          |
| Zuschauer: 24.074                                                 | | |          |
| Schiedsrichter: Kurt Röthlisberger ( Schweiz)                     | | |          |

## 1994
Die 20. Ausspielung des Wettbewerbs fand im Februar 1995 zwischen dem Sieger der UEFA Champions League 1993/94 AC Mailand und dem Sieger des Europapokals der Pokalsieger 1993/94, dem FC Arsenal, statt. Der AC Mailand gewann bei seiner fünften Teilnahme zum dritten Mal den Supercup und war damit alleiniger Rekordhalter des Wettbewerbs.

### Hinspiel
| FC Arsenal                                        | FC Arsenal | AC Mailand | AC Mailand |
| ------------------------------------------------- | --- | --- | ---------- |
| FC Arsenal                                        | \| 1. Februar 1995 um 20:00 Uhr in London (Highbury) \| \| Ergebnis: 0:0 \| \| Zuschauer: 38.044 \| \| Schiedsrichter: Mario van der Ende ( Niederlande) \|                                                                               | \| 1. Februar 1995 um 20:00 Uhr in London (Highbury) \| \| Ergebnis: 0:0 \| \| Zuschauer: 38.044 \| \| Schiedsrichter: Mario van der Ende ( Niederlande) \|                                                                                      | AC Mailand |
| FC Arsenal                                        | David Seaman – Lee Dixon, Nigel Winterburn, Tony Adams , Steve Bould – Stefan Schwarz, John Jensen, (85. David Hillier), Ian Selley – Ian Wright, John Hartson, Kevin Campbell (74. Paul Merson) Cheftrainer: George Graham ( Schottland) | Sebastiano Rossi – Mauro Tassotti, Paolo Maldini, Franco Baresi , Alessandro Costacurta – Demetrio Albertini, Roberto Donadoni, Marcel Desailly, Dejan Savićević (89. Paolo Di Canio) – Marco Simone, Daniele Massaro Cheftrainer: Fabio Capello | AC Mailand |
| 1. Februar 1995 um 20:00 Uhr in London (Highbury) | | |            |
| Ergebnis: 0:0                                     | | |            |
| Zuschauer: 38.044                                 | | |            |
| Schiedsrichter: Mario van der Ende ( Niederlande) | | |            |

### Rückspiel
| AC Mailand                                                        | AC Mailand | FC Arsenal | FC Arsenal |
| ----------------------------------------------------------------- | --- | --- | ---------- |
| AC Mailand                                                        | \| 8. Februar 1995 um 20:30 Uhr in Mailand (Giuseppe-Meazza-Stadion) \| \| Ergebnis: 2:0 (1:0) \| \| Zuschauer: 23.953 \| \| Schiedsrichter: Hellmut Krug ( Deutschland) \|                                                                                                 | \| 8. Februar 1995 um 20:30 Uhr in Mailand (Giuseppe-Meazza-Stadion) \| \| Ergebnis: 2:0 (1:0) \| \| Zuschauer: 23.953 \| \| Schiedsrichter: Hellmut Krug ( Deutschland) \|                                                             | FC Arsenal |
| AC Mailand                                                        | Sebastiano Rossi – Mauro Tassotti, Christian Panucci, Franco Baresi , Alessandro Costacurta – Demetrio Albertini, Roberto Donadoni, Marcel Desailly, Dejan Savićević (89. Paolo Di Canio), Zvonimir Boban – Daniele Massaro (80. Stefano Eranio) Cheftrainer: Fabio Capello | David Seaman – Lee Dixon (66. Ray Parlour), Nigel Winterburn, Tony Adams , Steve Bould – Stefan Schwarz, Paul Merson, Ian Selley – Ian Wright, John Hartson, Kevin Campbell (76. Martin Keown) Cheftrainer: George Graham ( Schottland) | FC Arsenal |
| AC Mailand                                                        | 1:0 Zvonimir Boban (41.) 2:0 Daniele Massaro (67.) | | FC Arsenal |
| 8. Februar 1995 um 20:30 Uhr in Mailand (Giuseppe-Meazza-Stadion) | | |            |
| Ergebnis: 2:0 (1:0)                                               | | |            |
| Zuschauer: 23.953                                                 | | |            |
| Schiedsrichter: Hellmut Krug ( Deutschland)                       | | |            |

## 1995
Die 21. Ausspielung des Wettbewerbs fand im Februar 1996 zwischen dem Sieger der UEFA Champions League 1994/95 Ajax Amsterdam und dem Sieger des Europapokals der Pokalsieger 1994/95 Real Saragossa statt. Ajax gewann nach 1972 und 1973 bei seiner vierten Teilnahme zum dritten Mal den Supercup und zog damit mit dem AC Mailand als Rekordsieger des Wettbewerbs gleich.

### Hinspiel
| Real Saragossa                                          | Real Saragossa | Ajax Amsterdam | Ajax Amsterdam |
| ------------------------------------------------------- | --- | --- | -------------- |
| Real Saragossa                                          | \| 6. Februar 1996 um 20:30 Uhr in Saragossa (La Romareda) \| \| Ergebnis: 1:1 (1:0) \| \| Zuschauer: 17.500 \| \| Schiedsrichter: Rémi Harrel ( Frankreich) \|                                                                                                | \| 6. Februar 1996 um 20:30 Uhr in Saragossa (La Romareda) \| \| Ergebnis: 1:1 (1:0) \| \| Zuschauer: 17.500 \| \| Schiedsrichter: Rémi Harrel ( Frankreich) \|                                                                                        | Ajax Amsterdam |
| Real Saragossa                                          | Juanmi – Alberto Belsué , Jesús Solana, Luis Carlos Cuartero, Óscar Luis Celada – Xavier Aguado, Gustavo Adrián López (Sergio Berti), Nayim – Fernando Morientes, Francisco Higuera, Daniel García Lara (Miguel Pardeza) Cheftrainer: Víctor Fernández Braulio | Edwin van der Sar – Michael Reiziger, Danny Blind , Frank de Boer, Winston Bogarde – Arnold Scholten, Finidi George, Kizito Musampa (Dave van den Bergh) – Patrick Kluivert, Jari Litmanen (Nordin Wooter), Ronald de Boer Cheftrainer: Louis van Gaal | Ajax Amsterdam |
| Real Saragossa                                          | 1:0 Xavier Aguado (28.) | 1:1 Patrick Kluivert (70.) | Ajax Amsterdam |
| 6. Februar 1996 um 20:30 Uhr in Saragossa (La Romareda) | | |                |
| Ergebnis: 1:1 (1:0)                                     | | |                |
| Zuschauer: 17.500                                       | | |                |
| Schiedsrichter: Rémi Harrel ( Frankreich)               | | |                |

### Rückspiel
| Ajax Amsterdam                                              | Ajax Amsterdam | Real Saragossa | Real Saragossa |
| ----------------------------------------------------------- | --- | --- | -------------- |
| Ajax Amsterdam                                              | \| 28. Februar 1996 um 18:30 Uhr in Amsterdam (Olympiastadion) \| \| Ergebnis: 4:0 (1:0) \| \| Zuschauer: 23.000 \| \| Schiedsrichter: Leslie Mottram ( Schottland) \| | \| 28. Februar 1996 um 18:30 Uhr in Amsterdam (Olympiastadion) \| \| Ergebnis: 4:0 (1:0) \| \| Zuschauer: 23.000 \| \| Schiedsrichter: Leslie Mottram ( Schottland) \| | Real Saragossa |
| Ajax Amsterdam                                              | Edwin van der Sar – Michael Reiziger, Danny Blind , Frank de Boer, Winston Bogarde – Arnold Scholten (79. Dave van den Bergh), Finidi George (71. Robert Gehring), Edgar Davids – Patrick Kluivert (71. Andrij Demtschenko), Jari Litmanen, Sonny Silooy Cheftrainer: Louis van Gaal | Andoni Cedrún – Alberto Belsué , Jesús García Sanjuán, Fernando Cáceres, Óscar Luis Celada – Xavier Aguado, Gustavo Adrián López (63. José Aurelio Gay), Santiago Aragón – Fernando Morientes (81. Luis Carlos Cuartero), Francisco Higuera (65. José Belman), Daniel García Lara Cheftrainer: Víctor Fernández Braulio | Real Saragossa |
| Ajax Amsterdam                                              | 1:0 Winston Bogarde (43.) 2:0 Finidi George (54.) 3:0 Danny Blind (65., Elfmeter) 4:0 Danny Blind (69., Elfmeter) | | Real Saragossa |
| Ajax Amsterdam                                              | Andoni Cedrún (64.), Óscar Luis Celada (68.), | | Real Saragossa |
| 28. Februar 1996 um 18:30 Uhr in Amsterdam (Olympiastadion) | | |                |
| Ergebnis: 4:0 (1:0)                                         | | |                |
| Zuschauer: 23.000                                           | | |                |
| Schiedsrichter: Leslie Mottram ( Schottland)                | | |                |

## 1996
Die 22. Ausspielung des Wettbewerbs fand im Januar und Februar 1997 zwischen dem Sieger der UEFA Champions League 1995/96 Juventus Turin und dem Sieger des Europapokals der Pokalsieger 1995/96 Paris Saint-Germain statt. Für Juventus Turin war es bei der dritten Teilnahme der zweite Supercup-Titel nach 1984.

### Hinspiel
| Paris Saint-Germain                                      | Paris Saint-Germain | Juventus Turin | Juventus Turin |
| -------------------------------------------------------- | --- | --- | -------------- |
| Paris Saint-Germain                                      | \| 15. Januar 1997 um 20:30 Uhr in Paris (Parc des Princes) \| \| Ergebnis: 1:6 (0:4) \| \| Zuschauer: 29.519 \| \| Schiedsrichter: Nikolai Lewnikow ( Russland) \|                                                                                                   | \| 15. Januar 1997 um 20:30 Uhr in Paris (Parc des Princes) \| \| Ergebnis: 1:6 (0:4) \| \| Zuschauer: 29.519 \| \| Schiedsrichter: Nikolai Lewnikow ( Russland) \| | Juventus Turin |
| Paris Saint-Germain                                      | Bernard Lama – Didier Domi (55. Leonardo), Paul Le Guen, Bruno N’Gotty, Jimmy Algerino (34. Daniel Kenedy) – Laurent Fournier, Vincent Guérin, Jérôme Leroy, Raí – Patrice Loko, Julio César Dely Valdés (61. Cyrille Pouget) Cheftrainer: Ricardo Gomes ( Brasilien) | Angelo Peruzzi – Moreno Torricelli, Ciro Ferrara (73. Mark Iuliano), Sergio Porrini, Gianluca Pessotto – Didier Deschamps – Angelo Di Livio, Alessio Tacchinardi (67. Attilio Lombardo) – Zinédine Zidane – Michele Padovano (73. Nicola Amoruso), Alessandro Del Piero Cheftrainer: Marcello Lippi | Juventus Turin |
| Paris Saint-Germain                                      | 1:4 Raí (52., Elfmeter) | 0:1 Porrini (4.) 0:2 Padovano (22.) 0:3 Ferrara (33.) 0:4 Padovano (40.) 1:5 Lombardo (83.) 1:6 Amoruso (88.) | Juventus Turin |
| Paris Saint-Germain                                      | Raí | Deschamps | Juventus Turin |
| Paris Saint-Germain                                      | Fournier (64.) | | Juventus Turin |
| 15. Januar 1997 um 20:30 Uhr in Paris (Parc des Princes) | | |                |
| Ergebnis: 1:6 (0:4)                                      | | |                |
| Zuschauer: 29.519                                        | | |                |
| Schiedsrichter: Nikolai Lewnikow ( Russland)             | | |                |

### Rückspiel
| Juventus Turin                                               | Juventus Turin | Paris Saint-Germain | Paris Saint-Germain |
| ------------------------------------------------------------ | --- | --- | ------------------- |
| Juventus Turin                                               | \| 5. Februar 1997 um 20:45 Uhr in Palermo (Stadio La Favorita) \| \| Ergebnis: 3:1 (1:0) \| \| Zuschauer: 35.100 \| \| Schiedsrichter: Serge Muhmenthaler ( Schweiz) \| | \| 5. Februar 1997 um 20:45 Uhr in Palermo (Stadio La Favorita) \| \| Ergebnis: 3:1 (1:0) \| \| Zuschauer: 35.100 \| \| Schiedsrichter: Serge Muhmenthaler ( Schweiz) \|                                                                                           | Paris Saint-Germain |
| Juventus Turin                                               | Angelo Peruzzi – Moreno Torricelli (72. Sergio Porrini), Ciro Ferrara, Paolo Montero, Gianluca Pessotto – Alessio Tacchinardi (67. Attilio Lombardo) – Angelo Di Livio, Vladimir Jugović – Zinédine Zidane – Michele Padovano (67. Christian Vieri), Alessandro Del Piero Cheftrainer: Marcello Lippi | Bernard Lama – Jimmy Algerino, Paul Le Guen, Didier Domi, Daniel Kenedy – Vincent Guérin (75. Jérôme Leroy) – Leonardo (80. Bernard Allou), Raí , Benoît Cauet – Patrice Loko (90. Roméo Calenda), Julio César Dely Valdés Cheftrainer: Ricardo Gomes ( Brasilien) | Paris Saint-Germain |
| Juventus Turin                                               | 1:0 Del Piero (36.) 2:1 Del Piero (70.) 3:1 Vieri (90.) | 1:1 Raí (63.) | Paris Saint-Germain |
| Juventus Turin                                               | Domi | | Paris Saint-Germain |
| 5. Februar 1997 um 20:45 Uhr in Palermo (Stadio La Favorita) | | |                     |
| Ergebnis: 3:1 (1:0)                                          | | |                     |
| Zuschauer: 35.100                                            | | |                     |
| Schiedsrichter: Serge Muhmenthaler ( Schweiz)                | | |                     |

## 1997
Die 23. Ausspielung des Wettbewerbs fand im Januar und März 1998 zwischen dem Sieger der UEFA Champions League 1996/97 Borussia Dortmund und dem Sieger des Europapokals der Pokalsieger 1996/97 dem FC Barcelona statt. Barcelona gewann bei seiner fünften Teilnahme nach 1992 seinen zweiten Supercup-Titel. Es war das zehnte Mal, dass sich der Vertreter des Pokalsieger-Wettbewerbs gegen den Vertreter des Landesmeister-Wettbewerbs durchsetzte. Die Borussia war der vierte deutsche Teilnehmer beim Supercup. Mit der Niederlage der Dortmunder verlor auch im insgesamt sechsten Anlauf eine deutsche Mannschaft.

### Hinspiel
| FC Barcelona                             | FC Barcelona | Borussia Dortmund | Borussia Dortmund | Aufstellung                                      |
| ---------------------------------------- | --- | --- | ----------------- | ------------------------------------------------ |
| FC Barcelona                             | \| 8. Januar 1998 in Barcelona (Camp Nou) \| \| Ergebnis: 2:0 (1:0) \| \| Zuschauer: 50.000 \| \| Schiedsrichter: David Elleray ( England) \| | \| 8. Januar 1998 in Barcelona (Camp Nou) \| \| Ergebnis: 2:0 (1:0) \| \| Zuschauer: 50.000 \| \| Schiedsrichter: David Elleray ( England) \| | Borussia Dortmund | Aufstellung FC Barcelona gegen Borussia Dortmund |
| FC Barcelona                             | Ruud Hesp – Albert Ferrer, Michael Reiziger (70. Abelardo), Winston Bogarde, Sergi Barjuan – Luis Enrique, Albert Celades, Iván de la Peña – Luís Figo (86. Christo Stoitschkow), Sonny Anderson, Rivaldo (86. Giovanni) Cheftrainer: Louis van Gaal ( Niederlande) | Stefan Klos – Manfred Binz – René Schneider (46. Knut Reinhardt), Martin Kree – Lars Ricken , Steffen Freund, Wladimir But (77. Michael Zorc), Jörg Heinrich – Jovan Kirovski – Ibrahim Tanko (58. Stéphane Chapuisat), Harry Decheiver Cheftrainer: Nevio Scala ( Italien) | Borussia Dortmund | Aufstellung FC Barcelona gegen Borussia Dortmund |
| FC Barcelona                             | 1:0 Luis Enrique (8.) 2:0 Rivaldo (61.) | | Borussia Dortmund | Aufstellung FC Barcelona gegen Borussia Dortmund |
| FC Barcelona                             | Reiziger | Kree, Tanko | Borussia Dortmund | Aufstellung FC Barcelona gegen Borussia Dortmund |
| 8. Januar 1998 in Barcelona (Camp Nou)   | | |                   |                                                  |
| Ergebnis: 2:0 (1:0)                      | | |                   |                                                  |
| Zuschauer: 50.000                        | | |                   |                                                  |
| Schiedsrichter: David Elleray ( England) | | |                   |                                                  |

### Rückspiel
| Borussia Dortmund                                         | Borussia Dortmund | FC Barcelona | FC Barcelona | Aufstellung                                      |
| --------------------------------------------------------- | --- | --- | ------------ | ------------------------------------------------ |
| Borussia Dortmund                                         | \| 11. März 1998 um 20:00 Uhr in Dortmund (Westfalenstadion) \| \| Ergebnis: 1:1 (0:1) \| \| Zuschauer: 32.500 \| \| Schiedsrichter: Piero Ceccarini ( Italien) \| | \| 11. März 1998 um 20:00 Uhr in Dortmund (Westfalenstadion) \| \| Ergebnis: 1:1 (0:1) \| \| Zuschauer: 32.500 \| \| Schiedsrichter: Piero Ceccarini ( Italien) \|                                                                                          | FC Barcelona | Aufstellung Borussia Dortmund gegen FC Barcelona |
| Borussia Dortmund                                         | Stefan Klos – Manfred Binz – René Schneider, Jürgen Kohler (72. Jovan Kirovski), Martin Kree – Lars Ricken, Steffen Freund, Michael Zorc (19. Björn Mehnert), Jörg Heinrich – Stéphane Chapuisat (46. Bashiru Gambo), Harry Decheiver Cheftrainer: Nevio Scala ( Italien) | Ruud Hesp – Albert Ferrer, Miguel Ángel Nadal, Winston Bogarde, Sergi Barjuan – Luis Enrique (89. Dragan Ćirić), Albert Celades (79. Guillermo Amor), Giovanni – Luís Figo , Sonny Anderson (71. Óscar), Rivaldo Cheftrainer: Louis van Gaal ( Niederlande) | FC Barcelona | Aufstellung Borussia Dortmund gegen FC Barcelona |
| Borussia Dortmund                                         | 1:1 Heinrich (65.) | 0:1 Giovanni (7.) | FC Barcelona | Aufstellung Borussia Dortmund gegen FC Barcelona |
| Borussia Dortmund                                         | Kohler | Óscar | FC Barcelona | Aufstellung Borussia Dortmund gegen FC Barcelona |
| 11. März 1998 um 20:00 Uhr in Dortmund (Westfalenstadion) | | |              |                                                  |
| Ergebnis: 1:1 (0:1)                                       | | |              |                                                  |
| Zuschauer: 32.500                                         | | |              |                                                  |
| Schiedsrichter: Piero Ceccarini ( Italien)                | | |              |                                                  |

## 1998
Die 24. Ausspielung des Wettbewerbs fand im August 1998 zwischen dem Sieger der UEFA Champions League 1997/98 Real Madrid und dem Sieger des Europapokals der Pokalsieger 1997/98, dem FC Chelsea, statt. Zum vierten Mal wurde der Supercup in einem Spiel und zum zweiten Mal nach 1986 in Monaco ausgetragen. Ab diesem Jahr legte die UEFA Monaco als dauerhaften Austragungsort und den Termin zum Start der neuen Europapokal-Saison für den Supercup fest. Es war das elfte Mal, dass sich der Vertreter des Pokalsieger-Wettbewerbs gegen den Vertreter des Landesmeister-Wettbewerbs durchsetzte.
Spielstatistik:
| Real Madrid                                | Real Madrid | FC Chelsea | FC Chelsea | Aufstellung                              |
| ------------------------------------------ | --- | --- | ---------- | ---------------------------------------- |
| Real Madrid                                | \| 28. August 1998 in Monaco (Stade Louis II) \| \| Ergebnis: 0:1 (0:0) \| \| Zuschauer: 11.600 \| \| Schiedsrichter: Marc Batta ( Frankreich) \| | \| 28. August 1998 in Monaco (Stade Louis II) \| \| Ergebnis: 0:1 (0:0) \| \| Zuschauer: 11.600 \| \| Schiedsrichter: Marc Batta ( Frankreich) \| | FC Chelsea | Aufstellung Real Madrid gegen FC Chelsea |
| Real Madrid                                | Bodo Illgner – Christian Panucci, Fernando Hierro, Manolo Sanchís , Roberto Carlos – Christian Karembeu (58. Fernando Morientes), Clarence Seedorf, Fernando Redondo, Sávio – Raúl, Predrag Mijatović (74. Robert Jarni) Cheftrainer: Guus Hiddink ( Niederlande) | Ed de Goey – Albert Ferrer, Marcel Desailly, Frank Lebœuf, Graeme Le Saux – Michael Duberry, Dennis Wise , Roberto Di Matteo (63. Gustavo Poyet), Celestine Babayaro – Pierluigi Casiraghi (88. Tore André Flo), Gianfranco Zola (83. Brian Laudrup) Cheftrainer: Gianluca Vialli ( Italien) | FC Chelsea | Aufstellung Real Madrid gegen FC Chelsea |
| Real Madrid                                | 0:1 Poyet (83.) | | FC Chelsea | Aufstellung Real Madrid gegen FC Chelsea |
| Real Madrid                                | Karembeu (52.), Morientes (86.) | Ferrer (7.), Babayaro (32.) | FC Chelsea | Aufstellung Real Madrid gegen FC Chelsea |
| 28. August 1998 in Monaco (Stade Louis II) | | |            |                                          |
| Ergebnis: 0:1 (0:0)                        | | |            |                                          |
| Zuschauer: 11.600                          | | |            |                                          |
| Schiedsrichter: Marc Batta ( Frankreich)   | | |            |                                          |

## 1999
Die 25. Ausspielung des Wettbewerbs fand im August 1999 wie im Vorjahr in Monaco zwischen dem Sieger der UEFA Champions League 1998/99 Manchester United und – letztmals – dem Sieger des Europapokals der Pokalsieger 1998/99 Lazio Rom statt. Es war das zwölfte Mal, dass sich der Vertreter des Pokalsieger-Wettbewerbs gegen den Vertreter des Landesmeister-Wettbewerbs durchsetzte.
Spielstatistik:
| Manchester United                                       | Manchester United | Lazio Rom | Lazio Rom | Aufstellung                                   |
| ------------------------------------------------------- | --- | --- | --------- | --------------------------------------------- |
| Manchester United                                       | \| 27. August 1999 um 20:45 Uhr in Monaco (Stade Louis II) \| \| Ergebnis: 0:1 (0:1) \| \| Zuschauer: 15.000 \| \| Schiedsrichter: Ryszard Wójcik ( Polen) \| | \| 27. August 1999 um 20:45 Uhr in Monaco (Stade Louis II) \| \| Ergebnis: 0:1 (0:1) \| \| Zuschauer: 15.000 \| \| Schiedsrichter: Ryszard Wójcik ( Polen) \| | Lazio Rom | Aufstellung Manchester United gegen Lazio Rom |
| Manchester United                                       | Raimond van der Gouw – Gary Neville, Jaap Stam (57. John Curtis), Henning Berg, Phil Neville – David Beckham (58. Jordi Cruyff), Roy Keane , Paul Scholes – Andrew Cole (78. Jonathan Greening), Teddy Sheringham, Ole Gunnar Solskjær, Cheftrainer: Alex Ferguson ( Schottland) | Luca Marchegiani – Paolo Negro, Alessandro Nesta , Siniša Mihajlović, Giuseppe Pancaro – Pavel Nedvěd (66. Attilio Lombardo), Matías Almeyda, Juan Sebastián Verón, Dejan Stanković – Simone Inzaghi (23. Marcelo Salas), Roberto Mancini (84. Diego Simeone) Cheftrainer: Sven-Göran Eriksson ( Schweden) | Lazio Rom | Aufstellung Manchester United gegen Lazio Rom |
| Manchester United                                       | 0:1 Salas (35.) | | Lazio Rom | Aufstellung Manchester United gegen Lazio Rom |
| Manchester United                                       | Scholes | Verón | Lazio Rom | Aufstellung Manchester United gegen Lazio Rom |
| 27. August 1999 um 20:45 Uhr in Monaco (Stade Louis II) | | |           |                                               |
| Ergebnis: 0:1 (0:1)                                     | | |           |                                               |
| Zuschauer: 15.000                                       | | |           |                                               |
| Schiedsrichter: Ryszard Wójcik ( Polen)                 | | |           |                                               |

## 2000
Die 26. Ausspielung des Wettbewerbs fand im August 2000 in Monaco zwischen dem Sieger der UEFA Champions League 1999/2000 Real Madrid und – erstmals – dem Sieger des UEFA-Pokals 1999/2000 Galatasaray Istanbul statt. Es war das 13. Mal, dass sich der Vertreter des UEFA-Pokals gegen den Vertreter des Landesmeister-Wettbewerbs durchsetzte. Zum ersten und bisher einzigen Mal wurde der Wettbewerb durch ein Golden Goal entschieden.
Spielstatistik:
| Real Madrid                                             | Real Madrid | Galatasaray Istanbul | Galatasaray Istanbul |
| ------------------------------------------------------- | --- | --- | -------------------- |
| Real Madrid                                             | \| 25. August 2000 um 20:45 Uhr in Monaco (Stade Louis II) \| \| Ergebnis: 1:2 n. GG (1:1, 0:1) \| \| Zuschauer: 15.000 \| \| Schiedsrichter: Günter Benkö ( Österreich) \|                                                                | \| 25. August 2000 um 20:45 Uhr in Monaco (Stade Louis II) \| \| Ergebnis: 1:2 n. GG (1:1, 0:1) \| \| Zuschauer: 15.000 \| \| Schiedsrichter: Günter Benkö ( Österreich) \|                                                                               | Galatasaray Istanbul |
| Real Madrid                                             | Iker Casillas – Geremi Njitap, Iván Campo (66. Flávio Conceição), Iván Helguera, Roberto Carlos – Albert Celades (99. Míchel Salgado), Claude Makélélé – Luís Figo, Guti (53. Pedro Munitis), Sávio – Raúl Cheftrainer: Vicente del Bosque | Cláudio Taffarel – Capone (84. Fatih Akyel), Bülent Korkmaz , Gheorghe Popescu, Hakan Ünsal – Emre Belözoğlu, Suat Kaya – Okan Buruk (81. Hasan Şaş), Gheorghe Hagi (72. Bülent Akın), Ümit Davala – Mário Jardel Cheftrainer: Mircea Lucescu ( Rumänien) | Galatasaray Istanbul |
| Real Madrid                                             | 1:1 Raúl (79. Elfmeter) | 0:1 Jardel (41., Elfmeter) 1:2 Jardel (103., Golden Goal) | Galatasaray Istanbul |
| Real Madrid                                             | Makélélé (22.), Helguera (32.), Figo (70.), Munitis (99.) | Buruk (7.), Kaya (29.), Davala (90.) | Galatasaray Istanbul |
| 25. August 2000 um 20:45 Uhr in Monaco (Stade Louis II) | | |                      |
| Ergebnis: 1:2 n. GG (1:1, 0:1)                          | | |                      |
| Zuschauer: 15.000                                       | | |                      |
| Schiedsrichter: Günter Benkö ( Österreich)              | | |                      |

## 2001
Die 27. Ausspielung des Wettbewerbs fand im August 2001 in Monaco zwischen dem Sieger der UEFA Champions League 2000/01 FC Bayern München und dem Sieger des UEFA-Pokals 2000/01 FC Liverpool statt. Es war das 14. Mal, dass sich der Vertreter des UEFA-Pokals durchsetzte. Gleichzeitig war es das siebte Mal, dass ein deutscher Klub bei dem Versuch, den Supercup-Titel zu gewinnen, scheiterte.
Spielstatistik:
| FC Bayern München                                       | FC Bayern München | FC Liverpool | FC Liverpool | Aufstellung                                      |
| ------------------------------------------------------- | --- | --- | ------------ | ------------------------------------------------ |
| FC Bayern München                                       | \| 24. August 2001 um 20:45 Uhr in Monaco (Stade Louis II) \| \| Ergebnis: 2:3 (0:2) \| \| Zuschauer: 13.824 \| \| Schiedsrichter: Vítor Melo Pereira ( Portugal) \| | \| 24. August 2001 um 20:45 Uhr in Monaco (Stade Louis II) \| \| Ergebnis: 2:3 (0:2) \| \| Zuschauer: 13.824 \| \| Schiedsrichter: Vítor Melo Pereira ( Portugal) \| | FC Liverpool | Aufstellung FC Bayern München gegen FC Liverpool |
| FC Bayern München                                       | Oliver Kahn – Robert Kovač, Pablo Thiam, Thomas Linke – Willy Sagnol, Ciriaco Sforza (66. Niko Kovač), Owen Hargreaves, Bixente Lizarazu – Claudio Pizarro (66. Carsten Jancker), Giovane Élber, Hasan Salihamidžić (72. Roque Santa Cruz) Cheftrainer: Ottmar Hitzfeld | Sander Westerveld – Markus Babbel, Stéphane Henchoz, Sami Hyypiä , Jamie Carragher – Gary McAllister, Steven Gerrard (66. Igor Bišćan), Dietmar Hamann, John Arne Riise (70. Danny Murphy) – Emile Heskey, Michael Owen (83. Robbie Fowler) Cheftrainer: Gérard Houllier ( Frankreich) | FC Liverpool | Aufstellung FC Bayern München gegen FC Liverpool |
| FC Bayern München                                       | 1:3 Salihamidžić (57.) 2:3 Jancker (82.) | 0:1 Riise (23.) 0:2 Heskey (45.) 0:3 Owen (46.) | FC Liverpool | Aufstellung FC Bayern München gegen FC Liverpool |
| FC Bayern München                                       | Hamann (14.) | | FC Liverpool | Aufstellung FC Bayern München gegen FC Liverpool |
| 24. August 2001 um 20:45 Uhr in Monaco (Stade Louis II) | | |              |                                                  |
| Ergebnis: 2:3 (0:2)                                     | | |              |                                                  |
| Zuschauer: 13.824                                       | | |              |                                                  |
| Schiedsrichter: Vítor Melo Pereira ( Portugal)          | | |              |                                                  |

## 2002
Die 28. Ausspielung des Wettbewerbs fand im August 2002 in Monaco zwischen dem Sieger der UEFA Champions League 2001/02 Real Madrid und dem Sieger des UEFA-Pokals 2001/02 Feyenoord Rotterdam statt. Für Real war es im dritten Anlauf der erste Supercup-Titel.
Spielstatistik:
| Real Madrid                                             | Real Madrid | Feyenoord Rotterdam | Feyenoord Rotterdam |
| ------------------------------------------------------- | --- | --- | ------------------- |
| Real Madrid                                             | \| 30. August 2002 um 20:45 Uhr in Monaco (Stade Louis II) \| \| Ergebnis: 3:1 (2:0) \| \| Zuschauer: 13.284 \| \| Schiedsrichter: Hugh Dallas ( Schottland) \|                                                                                                  | \| 30. August 2002 um 20:45 Uhr in Monaco (Stade Louis II) \| \| Ergebnis: 3:1 (2:0) \| \| Zuschauer: 13.284 \| \| Schiedsrichter: Hugh Dallas ( Schottland) \|                                                                           | Feyenoord Rotterdam |
| Real Madrid                                             | Iker Casillas – Míchel Salgado, Fernando Hierro , Iván Helguera, Roberto Carlos – Esteban Cambiasso (88. Francisco Pavón), Claude Makélélé – Luís Figo, Guti (71. Javier Portillo), Zinédine Zidane (86. Santiago Solari) – Raúl Cheftrainer: Vicente del Bosque | Edwin Zoetebier – Christian Gyan (72. Thomas Buffel), Kees van Wonderen, Patrick Paauwe, Tomasz Rząsa – Brett Emerton, Paul Bosvelt , Shinji Ono, Anthony Lurling – Bonaventure Kalou, Pierre van Hooijdonk Cheftrainer: Bert van Marwijk | Feyenoord Rotterdam |
| Real Madrid                                             | 1:0 Paauwe (15., Eigentor) 2:0 Roberto Carlos (21.) 3:1 Guti (60.) | 2:1 van Hooijdonk (56.) | Feyenoord Rotterdam |
| 30. August 2002 um 20:45 Uhr in Monaco (Stade Louis II) | | |                     |
| Ergebnis: 3:1 (2:0)                                     | | |                     |
| Zuschauer: 13.284                                       | | |                     |
| Schiedsrichter: Hugh Dallas ( Schottland)               | | |                     |

## 2003
Die 29. Ausspielung des Wettbewerbs fand im August 2003 in Monaco zwischen dem Sieger der UEFA Champions League 2002/03 AC Mailand und dem Sieger des UEFA-Pokals 2002/03 dem FC Porto statt. Der AC Mailand baute bei seiner sechsten Teilnahme mit dem vierten Supercup-Titel seinen bisherigen Rekord aus.
Spielstatistik:
| AC Mailand                                              | AC Mailand | FC Porto | FC Porto |
| ------------------------------------------------------- | --- | --- | -------- |
| AC Mailand                                              | \| 29. August 2003 um 20:45 Uhr in Monaco (Stade Louis II) \| \| Ergebnis: 1:0 (1:0) \| \| Zuschauer: 16.885 \| \| Schiedsrichter: Graham Barber ( England) \|                                                                                             | \| 29. August 2003 um 20:45 Uhr in Monaco (Stade Louis II) \| \| Ergebnis: 1:0 (1:0) \| \| Zuschauer: 16.885 \| \| Schiedsrichter: Graham Barber ( England) \|                                                                                     | FC Porto |
| AC Mailand                                              | Dida – Dario Šimić, Alessandro Nesta, Paolo Maldini , Giuseppe Pancaro – Gennaro Gattuso, Andrea Pirlo, Clarence Seedorf (71. Massimo Ambrosini) – Rui Costa (85. Cafu) – Andrij Schewtschenko (76. Rivaldo), Filippo Inzaghi Cheftrainer: Carlo Ancelotti | Vítor Baía – Paulo Ferreira, Jorge Costa , Ricardo Carvalho, Ricardo Costa – Costinha (67. José Bosingwa) – Dmitri Alenitschew (75. Ricardo Fernandes), Deco, Maniche – Derlei, Benni McCarthy (60. Edgaras Jankauskas) Cheftrainer: José Mourinho | FC Porto |
| AC Mailand                                              | 1:0 Schewtschenko (10.) | | FC Porto |
| AC Mailand                                              | Seedorf (19.), Pirlo (83.), Ambrosini (90.+1') | Ricardo Fernandes (86.), Maniche (90.+4') | FC Porto |
| 29. August 2003 um 20:45 Uhr in Monaco (Stade Louis II) | | |          |
| Ergebnis: 1:0 (1:0)                                     | | |          |
| Zuschauer: 16.885                                       | | |          |
| Schiedsrichter: Graham Barber ( England)                | | |          |

## 2004
Die 30. Ausspielung des Wettbewerbs fand im August 2004 in Monaco zwischen dem Sieger der UEFA Champions League 2003/04 FC Porto und dem Sieger des UEFA-Pokals 2003/04, dem FC Valencia, statt. Der FC Valencia gewann bei seiner zweiten Teilnahme nach 1980 seinen zweiten Supercup-Titel. Es war das 15. Mal, dass sich der Vertreter des UEFA-Pokals durchsetzte.
Spielstatistik:
| FC Porto                                                | FC Porto | FC Valencia | FC Valencia |
| ------------------------------------------------------- | --- | --- | ----------- |
| FC Porto                                                | \| 27. August 2004 um 20:45 Uhr in Monaco (Stade Louis II) \| \| Ergebnis: 1:2 (0:1) \| \| Zuschauer: 15.000 \| \| Schiedsrichter: Terje Hauge ( Norwegen) \|                                                                                  | \| 27. August 2004 um 20:45 Uhr in Monaco (Stade Louis II) \| \| Ergebnis: 1:2 (0:1) \| \| Zuschauer: 15.000 \| \| Schiedsrichter: Terje Hauge ( Norwegen) \|                                                                                                 | FC Valencia |
| FC Porto                                                | Vítor Baía – Georgios Seitaridis, Jorge Costa , Pepe, Nuno Valente – Costinha, Maniche, Hugo Leal (61. Ricardo Quaresma), Carlos Alberto – Hélder Postiga, Benni McCarthy (72. César Peixoto) Cheftrainer: Víctor Fernández Braulio ( Spanien) | Santiago Cañizares – Curro Torres, David Navarro, Carlos Marchena, Amedeo Carboni – Vicente Rodríguez, Rubén Baraja, David Albelda , Francisco Rufete – Bernardo Corradi (87. Pablo Aimar), Marco Di Vaio (77. Mista) Cheftrainer: Claudio Ranieri ( Italien) | FC Valencia |
| FC Porto                                                | 1:2 Ricardo Quaresma (78.) | 0:1 Rubén Baraja (33.) 0:2 Marco Di Vaio (67.) | FC Valencia |
| FC Porto                                                | Benni McCarthy (42.), Jorge Costa (52.), Ricardo Quaresma (72.) | David Navarro (16.), David Albelda (40), Amedeo Carboni (90.+2') | FC Valencia |
| 27. August 2004 um 20:45 Uhr in Monaco (Stade Louis II) | | |             |
| Ergebnis: 1:2 (0:1)                                     | | |             |
| Zuschauer: 15.000                                       | | |             |
| Schiedsrichter: Terje Hauge ( Norwegen)                 | | |             |

## 2005
Die 31. Ausspielung des Wettbewerbs fand im August 2005 in Monaco zwischen dem Sieger der UEFA Champions League 2004/05 FC Liverpool und dem Sieger des UEFA-Pokals 2004/05 ZSKA Moskau statt. Der FC Liverpool gewann bei seiner sechsten Teilnahme seinen dritten Supercup-Titel nach 1977 und 2001.
Spielstatistik:
| FC Liverpool                                            | FC Liverpool | ZSKA Moskau | ZSKA Moskau | Aufstellung                                |
| ------------------------------------------------------- | --- | --- | ----------- | ------------------------------------------ |
| FC Liverpool                                            | \| 26. August 2005 um 20:45 Uhr in Monaco (Stade Louis II) \| \| Ergebnis: 3:1 n. V. (1:1, 0:1) \| \| Zuschauer: 17.000 \| \| Schiedsrichter: René Temmink ( Niederlande) \| | \| 26. August 2005 um 20:45 Uhr in Monaco (Stade Louis II) \| \| Ergebnis: 3:1 n. V. (1:1, 0:1) \| \| Zuschauer: 17.000 \| \| Schiedsrichter: René Temmink ( Niederlande) \| | ZSKA Moskau | Aufstellung FC Liverpool gegen ZSKA Moskau |
| FC Liverpool                                            | Pepe Reina – Josemi, Jamie Carragher , Sami Hyypiä, John Arne Riise (79. Djibril Cissé) – Dietmar Hamann, Steve Finnan (55. Florent Sinama-Pongolle), Xabi Alonso (70. Mohamed Sissoko), Boudewijn Zenden – Luis García, Fernando Morientes Cheftrainer: Rafael Benítez ( Spanien) | Igor Akinfejew – Chidi Odiah (90. Rolan Gussew), Sergei Ignaschewitsch , Wassili Beresuzki, Alexei Beresuzki – Jewgeni Aldonin, Miloš Krasić (85. Dudu Cearense), Elvir Rahimić, Juri Schirkow (66. Deividas Šemberas), Daniel Carvalho – Vágner Love Cheftrainer: Waleri Gassajew | ZSKA Moskau | Aufstellung FC Liverpool gegen ZSKA Moskau |
| FC Liverpool                                            | 1:1 Djibril Cissé (82.) 2:1 Djibril Cissé (103.) 3:1 Luis García (109.) | 0:1 Daniel Carvalho (28.) | ZSKA Moskau | Aufstellung FC Liverpool gegen ZSKA Moskau |
| FC Liverpool                                            | Boudewijn Zenden (38.), Josemi (50.), Sami Hyypiä (73.), Florent Sinama Pongolle (95.) | Dudu Cearense (101.) | ZSKA Moskau | Aufstellung FC Liverpool gegen ZSKA Moskau |
| 26. August 2005 um 20:45 Uhr in Monaco (Stade Louis II) | | |             |                                            |
| Ergebnis: 3:1 n. V. (1:1, 0:1)                          | | |             |                                            |
| Zuschauer: 17.000                                       | | |             |                                            |
| Schiedsrichter: René Temmink ( Niederlande)             | | |             |                                            |

## 2006
Die 32. Ausspielung des Wettbewerbs fand im August 2006 in Monaco zwischen dem Sieger der UEFA Champions League 2005/06 FC Barcelona und dem Sieger des UEFA-Pokals 2005/06, dem FC Sevilla, statt; zum dritten Mal nach 1990 und 1993 standen sich zwei Klubs aus dem gleichen Land gegenüber. Mit dem FC Sevilla setzte sich zum 16. Mal der Vertreter des UEFA-Pokals durch.
Spielstatistik:
| FC Barcelona                                            | FC Barcelona | FC Sevilla | FC Sevilla | Aufstellung                               |
| ------------------------------------------------------- | --- | --- | ---------- | ----------------------------------------- |
| FC Barcelona                                            | \| 25. August 2006 um 20:45 Uhr in Monaco (Stade Louis II) \| \| Ergebnis: 0:3 (0:2) \| \| Zuschauer: 18.000 \| \| Schiedsrichter: Stefano Farina ( Italien) \|                                                                                          | \| 25. August 2006 um 20:45 Uhr in Monaco (Stade Louis II) \| \| Ergebnis: 0:3 (0:2) \| \| Zuschauer: 18.000 \| \| Schiedsrichter: Stefano Farina ( Italien) \|                                                                         | FC Sevilla | Aufstellung FC Barcelona gegen FC Sevilla |
| FC Barcelona                                            | Víctor Valdés – Juliano Belletti, Rafael Márquez, Carles Puyol , Sylvinho (72. Ludovic Giuly) – Xavi (57. Andrés Iniesta), Thiago Motta (57. Eiður Guðjohnsen), Deco – Lionel Messi, Samuel Eto’o, Ronaldinho Cheftrainer: Frank Rijkaard ( Niederlande) | Andrés Palop – Dani Alves, Javi Navarro , Julien Escudé, David Castedo – Jesús Navas (75. Enzo Maresca), Christian Poulsen, Renato, Adriano (81. Antonio Puerta) – Luís Fabiano (46. Martí), Frédéric Kanouté Cheftrainer: Juande Ramos | FC Sevilla | Aufstellung FC Barcelona gegen FC Sevilla |
| FC Barcelona                                            | 0:1 Renato (7.) 0:2 Kanouté (45.) 0:3 Maresca (90., Elfmeter) | | FC Sevilla | Aufstellung FC Barcelona gegen FC Sevilla |
| FC Barcelona                                            | Sylvinho (47.) | Kanouté (49.), Daniel Alves (54.), Navarro (60.), Palop (77.), Escudé (85.), Maresca (90.+1') | FC Sevilla | Aufstellung FC Barcelona gegen FC Sevilla |
| 25. August 2006 um 20:45 Uhr in Monaco (Stade Louis II) | | |            |                                           |
| Ergebnis: 0:3 (0:2)                                     | | |            |                                           |
| Zuschauer: 18.000                                       | | |            |                                           |
| Schiedsrichter: Stefano Farina ( Italien)               | | |            |                                           |

## 2007
Die 33. Ausspielung des Wettbewerbs fand im August 2007 in Monaco zwischen dem Sieger der UEFA Champions League 2006/07 AC Mailand und dem Sieger des UEFA-Pokals 2006/07, dem FC Sevilla, statt. Der AC Mailand gewann bei seiner siebten Teilnahme seinen fünften Supercup-Titel nach 1989, 1990, 1994 und 2003 und baute damit seinen Rekord aus.
Spielstatistik:
| AC Mailand                                              | AC Mailand | FC Sevilla | FC Sevilla | Aufstellung                             |
| ------------------------------------------------------- | --- | --- | ---------- | --------------------------------------- |
| AC Mailand                                              | \| 31. August 2007 um 20:45 Uhr in Monaco (Stade Louis II) \| \| Ergebnis: 3:1 (0:1) \| \| Zuschauer: 18.500 \| \| Schiedsrichter: Konrad Plautz ( Österreich) \|                                                                                                | \| 31. August 2007 um 20:45 Uhr in Monaco (Stade Louis II) \| \| Ergebnis: 3:1 (0:1) \| \| Zuschauer: 18.500 \| \| Schiedsrichter: Konrad Plautz ( Österreich) \|                                                                                | FC Sevilla | Aufstellung AC Mailand gegen FC Sevilla |
| AC Mailand                                              | Dida – Massimo Oddo, Kacha Kaladse, Alessandro Nesta, Marek Jankulovski – Massimo Ambrosini , Andrea Pirlo, Gennaro Gattuso (72. Emerson) – Clarence Seedorf (88. Cristian Brocchi), Kaká – Filippo Inzaghi (87. Alberto Gilardino) Cheftrainer: Carlo Ancelotti | Andrés Palop – Dani Alves, Julien Escudé (81. Luís Fabiano), Martí (64. Alexander Kerschakow), Ivica Dragutinović – Christian Poulsen – Jesús Navas, Renato , Duda (73. Enzo Maresca) – Seydou Keita, Frédéric Kanouté Cheftrainer: Juande Ramos | FC Sevilla | Aufstellung AC Mailand gegen FC Sevilla |
| AC Mailand                                              | 1:1 Inzaghi (54.) 2:1 Jankulovski (61.) 3:1 Kaká (86., parierter Elfm.) | 0:1 Renato (13.) | FC Sevilla | Aufstellung AC Mailand gegen FC Sevilla |
| AC Mailand                                              | Gattuso (6.) | Duda (67.), Poulsen (69.) | FC Sevilla | Aufstellung AC Mailand gegen FC Sevilla |
| 31. August 2007 um 20:45 Uhr in Monaco (Stade Louis II) | | |            |                                         |
| Ergebnis: 3:1 (0:1)                                     | | |            |                                         |
| Zuschauer: 18.500                                       | | |            |                                         |
| Schiedsrichter: Konrad Plautz ( Österreich)             | | |            |                                         |

## 2008
Die 34. Ausspielung des Wettbewerbs fand im August 2008 in Monaco zwischen dem Sieger der UEFA Champions League 2007/08 Manchester United und dem Sieger des UEFA-Pokals 2007/08 Zenit Sankt Petersburg statt. Mit Zenit gewann zum 17. Mal der Vertreter des UEFA-Pokals den Supercup.
Spielstatistik:
| Manchester United                                       | Manchester United | Zenit St. Petersburg | Zenit St. Petersburg | Aufstellung                                              |
| ------------------------------------------------------- | --- | --- | -------------------- | -------------------------------------------------------- |
| Manchester United                                       | \| 29. August 2008 um 20:45 Uhr in Monaco (Stade Louis II) \| \| Ergebnis: 1:2 (0:1) \| \| Zuschauer: 18.500 \| \| Schiedsrichter: Claus Bo Larsen ( Dänemark) \|                                                                                       | \| 29. August 2008 um 20:45 Uhr in Monaco (Stade Louis II) \| \| Ergebnis: 1:2 (0:1) \| \| Zuschauer: 18.500 \| \| Schiedsrichter: Claus Bo Larsen ( Dänemark) \| | Zenit St. Petersburg | Aufstellung Manchester United gegen Zenit St. Petersburg |
| Manchester United                                       | Edwin van der Sar – Gary Neville (76. Wes Brown), Rio Ferdinand, Nemanja Vidić, Patrice Evra – Darren Fletcher (60. Park Ji-sung), Paul Scholes, Anderson (60. John O’Shea), Nani – Wayne Rooney, Carlos Tévez Cheftrainer: Alex Ferguson ( Schottland) | Wjatscheslaw Malafejew – Alexander Anjukow, Ivica Križanac (71. Wladislaw Radimow), Sébastien Puygrenier (62. Roman Schirokow), Radek Šírl – Anatolij Tymoschtschuk , Konstantin Syrjanow, Igor Denissow, Danny – Alejandro Domínguez (46. Andrei Arschawin), Pawel Pogrebnjak Cheftrainer: Dick Advocaat ( Niederlande) | Zenit St. Petersburg | Aufstellung Manchester United gegen Zenit St. Petersburg |
| Manchester United                                       | 1:2 Nemanja Vidić (73.) | 0:1 Pawel Pogrebnjak (44.) 0:2 Danny (59.) | Zenit St. Petersburg | Aufstellung Manchester United gegen Zenit St. Petersburg |
| Manchester United                                       | Paul Scholes (45.+1'), Anderson (54.), Carlos Tévez (79.) | | Zenit St. Petersburg | Aufstellung Manchester United gegen Zenit St. Petersburg |
| Manchester United                                       | Paul Scholes (90.) | | Zenit St. Petersburg | Aufstellung Manchester United gegen Zenit St. Petersburg |
| 29. August 2008 um 20:45 Uhr in Monaco (Stade Louis II) | | |                      |                                                          |
| Ergebnis: 1:2 (0:1)                                     | | |                      |                                                          |
| Zuschauer: 18.500                                       | | |                      |                                                          |
| Schiedsrichter: Claus Bo Larsen ( Dänemark)             | | |                      |                                                          |

## 2009
Die 35. Ausspielung des Wettbewerbs fand im August 2009 in Monaco zwischen dem Sieger der UEFA Champions League 2008/09, dem FC Barcelona, und dem Sieger des UEFA-Pokals 2008/09 Schachtar Donezk statt. Der FC Barcelona gewann bei seiner siebten Teilnahme seinen dritten Supercup-Titel nach 1992 und 1997.
Spielstatistik:
| FC Barcelona                                            | FC Barcelona | Schachtar Donezk | Schachtar Donezk | Aufstellung                                     |
| ------------------------------------------------------- | --- | --- | ---------------- | ----------------------------------------------- |
| FC Barcelona                                            | \| 28. August 2009 um 20:45 Uhr in Monaco (Stade Louis II) \| \| Ergebnis: 1:0 n. V. \| \| Zuschauer: 17.738 \| \| Schiedsrichter: Frank De Bleeckere ( Belgien) \|                                                                     | \| 28. August 2009 um 20:45 Uhr in Monaco (Stade Louis II) \| \| Ergebnis: 1:0 n. V. \| \| Zuschauer: 17.738 \| \| Schiedsrichter: Frank De Bleeckere ( Belgien) \|                                                                                           | Schachtar Donezk | Aufstellung FC Barcelona gegen Schachtar Donezk |
| FC Barcelona                                            | Víctor Valdés – Dani Alves, Carles Puyol , Gerard Piqué, Éric Abidal – Yaya Touré (100. Sergio Busquets), Xavi, Seydou Keita – Lionel Messi, Thierry Henry (96. Bojan Krkić), Zlatan Ibrahimović (81. Pedro) Cheftrainer: Pep Guardiola | Andrij Pjatow – Darijo Srna , Oleksandr Kutscher, Dmytro Tschyhrynskyj, Răzvan Raț – Oleksij Haj (80. Wassyl Kobin), Tomáš Hübschman, Ilsinho, Willian (91. Julius Aghahowa) – Fernandinho (80. Jádson), Luiz Adriano Cheftrainer: Mircea Lucescu ( Rumänien) | Schachtar Donezk | Aufstellung FC Barcelona gegen Schachtar Donezk |
| FC Barcelona                                            | 1:0 Pedro (115.) | | Schachtar Donezk | Aufstellung FC Barcelona gegen Schachtar Donezk |
| FC Barcelona                                            | Lionel Messi (90.+3'), Pedro (107.) | Ilsinho (55.), Darijo Srna (65.), Oleksandr Kucher (90.+3'), Vasyl Kobin (119.) | Schachtar Donezk | Aufstellung FC Barcelona gegen Schachtar Donezk |
| 28. August 2009 um 20:45 Uhr in Monaco (Stade Louis II) | | |                  |                                                 |
| Ergebnis: 1:0 n. V.                                     | | |                  |                                                 |
| Zuschauer: 17.738                                       | | |                  |                                                 |
| Schiedsrichter: Frank De Bleeckere ( Belgien)           | | |                  |                                                 |

## 2010
Die 36. Ausspielung des Wettbewerbs fand im August 2010 in Monaco zwischen dem Sieger der UEFA Champions League 2009/10 Inter Mailand und – erstmals – dem Sieger der UEFA Europa League 2009/10 Atlético Madrid statt. Mit Atlético Madrid gewann zum 18. Mal der Vertreter des vermeintlich schwächer besetzten Wettbewerbs den Supercup.
Spielstatistik:
| Inter Mailand                                           | Inter Mailand | Atlético Madrid | Atlético Madrid | Aufstellung                                     |
| ------------------------------------------------------- | --- | --- | --------------- | ----------------------------------------------- |
| Inter Mailand                                           | \| 27. August 2010 um 20:45 Uhr in Monaco (Stade Louis II) \| \| Ergebnis: 0:2 (0:0) \| \| Zuschauer: 18.500 \| \| Schiedsrichter: Massimo Busacca ( Schweiz) \|                                                                                 | \| 27. August 2010 um 20:45 Uhr in Monaco (Stade Louis II) \| \| Ergebnis: 0:2 (0:0) \| \| Zuschauer: 18.500 \| \| Schiedsrichter: Massimo Busacca ( Schweiz) \| | Atlético Madrid | Aufstellung Inter Mailand gegen Atlético Madrid |
| Inter Mailand                                           | Júlio César – Maicon, Lúcio, Walter Samuel, Cristian Chivu – Dejan Stanković (68. Goran Pandev), Javier Zanetti , Esteban Cambiasso – Wesley Sneijder (79. Philippe Coutinho), Samuel Eto’o, Diego Milito Cheftrainer: Rafael Benítez ( Spanien) | David de Gea – Tomáš Ujfaluši, Luis Perera, Diego Godín, Álvaro Domínguez – Paulo Assunção – José Antonio Reyes (69. Fran Mérida), Raúl García, Simão (90.+1' Ignacio Camacho) – Sergio Agüero, Diego Forlán (82. José Manuel Jurado) Cheftrainer: Quique Sánchez Flores | Atlético Madrid | Aufstellung Inter Mailand gegen Atlético Madrid |
| Inter Mailand                                           | 0:1 José Antonio Reyes (62.) 0:2 Sergio Agüero (83.) | | Atlético Madrid | Aufstellung Inter Mailand gegen Atlético Madrid |
| Inter Mailand                                           | Walter Samuel (90.+2') | Simão (85.), Raúl García (89.) | Atlético Madrid | Aufstellung Inter Mailand gegen Atlético Madrid |
| Inter Mailand                                           | Diego Milito scheitert an David de Gea. (90., Foulelfmeter) | | Atlético Madrid | Aufstellung Inter Mailand gegen Atlético Madrid |
| 27. August 2010 um 20:45 Uhr in Monaco (Stade Louis II) | | |                 |                                                 |
| Ergebnis: 0:2 (0:0)                                     | | |                 |                                                 |
| Zuschauer: 18.500                                       | | |                 |                                                 |
| Schiedsrichter: Massimo Busacca ( Schweiz)              | | |                 |                                                 |

## 2011
Die 37. Ausspielung des Wettbewerbs fand im August 2011 in Monaco zwischen dem Sieger der UEFA Champions League 2010/11 FC Barcelona und dem Sieger der UEFA Europa League 2010/11 FC Porto statt. Barcelona gewann bei seiner achten Teilnahme seinen vierten Supercup-Titel nach 1992, 1997 und 2009.
Spielstatistik:
| FC Barcelona                                            | FC Barcelona | FC Porto | FC Porto | Aufstellung                             |
| ------------------------------------------------------- | --- | --- | -------- | --------------------------------------- |
| FC Barcelona                                            | \| 26. August 2011 um 20:45 Uhr in Monaco (Stade Louis II) \| \| Ergebnis: 2:0 (1:0) \| \| Zuschauer: 18.048 \| \| Schiedsrichter: Björn Kuipers ( Niederlande) \|                                                                     | \| 26. August 2011 um 20:45 Uhr in Monaco (Stade Louis II) \| \| Ergebnis: 2:0 (1:0) \| \| Zuschauer: 18.048 \| \| Schiedsrichter: Björn Kuipers ( Niederlande) \|                                                                    | FC Porto | Aufstellung FC Barcelona gegen FC Porto |
| FC Barcelona                                            | Víctor Valdés – Dani Alves, Javier Mascherano, Éric Abidal, Adriano (63. Sergio Busquets) – Xavi , Seydou Keita, Andrés Iniesta – Pedro (80. Cesc Fàbregas), Lionel Messi, David Villa (61. Alexis Sánchez) Cheftrainer: Pep Guardiola | Helton – Jorge Fucile, Nicolás Otamendi, Rolando, Cristian Săpunaru – Fredy Guarín, Souza (77. Fernando), João Moutinho – Hulk, Kléber (77. Fernando Belluschi), Cristian Rodríguez (68. Silvestre Varela) Cheftrainer: Vítor Pereira | FC Porto | Aufstellung FC Barcelona gegen FC Porto |
| FC Barcelona                                            | 1:0 Lionel Messi (39.) 2:0 Cesc Fàbregas (87.) | | FC Porto | Aufstellung FC Barcelona gegen FC Porto |
| FC Barcelona                                            | Andrés Iniesta (51.) | Christian Rodríguez (30.), Rolando (65.), Fredy Guarín (81.) | FC Porto | Aufstellung FC Barcelona gegen FC Porto |
| FC Barcelona                                            | Rolando (85.) | | FC Porto | Aufstellung FC Barcelona gegen FC Porto |
| FC Barcelona                                            | Fredy Guarín (90.) | | FC Porto | Aufstellung FC Barcelona gegen FC Porto |
| 26. August 2011 um 20:45 Uhr in Monaco (Stade Louis II) | | |          |                                         |
| Ergebnis: 2:0 (1:0)                                     | | |          |                                         |
| Zuschauer: 18.048                                       | | |          |                                         |
| Schiedsrichter: Björn Kuipers ( Niederlande)            | | |          |                                         |

## 2012
Die 38. Ausspielung des Wettbewerbs fand im August 2012 letztmals in Monaco zwischen dem Sieger der UEFA Champions League 2011/12 FC Chelsea und dem Sieger der UEFA Europa League 2011/12 Atlético Madrid statt. Mit Atlético Madrid gewann zum 19. Mal der Vertreter der Europa League den Supercup. Zudem feierten die Rojiblancos ihren zweiten Sieg bei ihrer zweiten Teilnahme.
Spielstatistik:
| FC Chelsea                                              | FC Chelsea | Atlético Madrid | Atlético Madrid | Aufstellung                                  |
| ------------------------------------------------------- | --- | --- | --------------- | -------------------------------------------- |
| FC Chelsea                                              | \| 31. August 2012 um 20:45 Uhr in Monaco (Stade Louis II) \| \| Ergebnis: 1:4 (0:3) \| \| Zuschauer: 14.312 \| \| Schiedsrichter: Damir Skomina ( Slowenien) \|                                                                                          | \| 31. August 2012 um 20:45 Uhr in Monaco (Stade Louis II) \| \| Ergebnis: 1:4 (0:3) \| \| Zuschauer: 14.312 \| \| Schiedsrichter: Damir Skomina ( Slowenien) \|                                                                        | Atlético Madrid | Aufstellung FC Chelsea gegen Atlético Madrid |
| FC Chelsea                                              | Petr Čech – Ashley Cole (90. Ryan Bertrand), David Luiz, Gary Cahill, Branislav Ivanović – Juan Mata (82. Daniel Sturridge), Frank Lampard , Eden Hazard, John Obi Mikel, Ramires (46. Oscar) – Fernando Torres Cheftrainer: Roberto Di Matteo ( Italien) | Thibaut Courtois – Filipe Luís, Diego Godín, Miranda, Juanfran – Arda Turan, Gabi , Koke (81. Raúl García), Mario Suárez, Adrián López (56. Cristian Rodríguez) – Falcao (87. Emre Belözoğlu) Cheftrainer: Diego Simeone ( Argentinien) | Atlético Madrid | Aufstellung FC Chelsea gegen Atlético Madrid |
| FC Chelsea                                              | 1:4 Gary Cahill (75.) | 0:1 Falcao (6.) 0:2 Falcao (19.) 0:3 Falcao (45.) 0:4 Miranda (60.) | Atlético Madrid | Aufstellung FC Chelsea gegen Atlético Madrid |
| FC Chelsea                                              | Branislav Ivanović (29.) | | Atlético Madrid | Aufstellung FC Chelsea gegen Atlético Madrid |
| 31. August 2012 um 20:45 Uhr in Monaco (Stade Louis II) | | |                 |                                              |
| Ergebnis: 1:4 (0:3)                                     | | |                 |                                              |
| Zuschauer: 14.312                                       | | |                 |                                              |
| Schiedsrichter: Damir Skomina ( Slowenien)              | | |                 |                                              |

## 2013
Die 39. Ausspielung des Wettbewerbs fand am Freitag, 30. August 2013, zwischen dem Sieger der UEFA Champions League 2012/13 FC Bayern München, und dem Sieger der UEFA Europa League 2012/13 FC Chelsea, statt. Das Spiel wurde erstmals seit 16 Jahren nicht in Monaco, sondern in der Prager Eden Aréna ausgetragen. Der FC Bayern gewann den Titel zum ersten Mal; damit ging der UEFA Super-Cup erstmals an eine deutsche Vereinsmannschaft. Zudem war es das erste Super-Cup-Spiel, das im Elfmeterschießen entschieden wurde.
Spielstatistik:
| FC Bayern München                                 | FC Bayern München | FC Chelsea | FC Chelsea | Aufstellung                                    |
| ------------------------------------------------- | --- | --- | ---------- | ---------------------------------------------- |
| FC Bayern München                                 | \| 30. August 2013 um 20:45 Uhr in Prag (Eden Aréna) \| \| Ergebnis: 2:2 n. V. (1:1,0:1), 5:4 i. E. \| \| Zuschauer: 17.686 (ausverkauft) \| \| Schiedsrichter: Jonas Eriksson ( Schweden) \|                                                           | \| 30. August 2013 um 20:45 Uhr in Prag (Eden Aréna) \| \| Ergebnis: 2:2 n. V. (1:1,0:1), 5:4 i. E. \| \| Zuschauer: 17.686 (ausverkauft) \| \| Schiedsrichter: Jonas Eriksson ( Schweden) \|                                                          | FC Chelsea | Aufstellung FC Bayern München gegen FC Chelsea |
| FC Bayern München                                 | Manuel Neuer – Rafinha (56. Javi Martínez), Jérôme Boateng, Dante, David Alaba – Toni Kroos – Arjen Robben (96. Xherdan Shaqiri), Philipp Lahm , Thomas Müller (71. Mario Götze), Franck Ribéry – Mario Mandžukić Cheftrainer: Pep Guardiola ( Spanien) | Petr Čech – Branislav Ivanović, David Luiz, Gary Cahill, Ashley Cole – Ramires, Frank Lampard – André Schürrle (87. John Obi Mikel), Oscar, Eden Hazard (113. John Terry) – Fernando Torres (98. Romelu Lukaku) Cheftrainer: José Mourinho ( Portugal) | FC Chelsea | Aufstellung FC Bayern München gegen FC Chelsea |
| FC Bayern München                                 | 1:1 Franck Ribéry (47.) 2:2 Javi Martínez (120.+1′) | 0:1 Fernando Torres (8.) 1:2 Eden Hazard (93.) | FC Chelsea | Aufstellung FC Bayern München gegen FC Chelsea |
| FC Bayern München                                 | Elfmeterschießen | | FC Chelsea | Aufstellung FC Bayern München gegen FC Chelsea |
| FC Bayern München                                 | 1:0 David Alaba 2:1 Toni Kroos 3:2 Philipp Lahm 4:3 Franck Ribéry 5:4 Xherdan Shaqiri | 1:1 David Luiz 2:2 Oscar 3:3 Frank Lampard 4:4 Ashley Cole Romelu Lukaku | FC Chelsea | Aufstellung FC Bayern München gegen FC Chelsea |
| FC Bayern München                                 | Franck Ribéry (23.), Jérôme Boateng (84.) | Gary Cahill (41.), Ramires (64.), David Luiz (66.), Fernando Torres (90.), Romelu Lukaku (99.), Ashley Cole (118.), Branislav Ivanović (120.) | FC Chelsea | Aufstellung FC Bayern München gegen FC Chelsea |
| FC Bayern München                                 | Ramires (85.) | | FC Chelsea | Aufstellung FC Bayern München gegen FC Chelsea |
| 30. August 2013 um 20:45 Uhr in Prag (Eden Aréna) | | |            |                                                |
| Ergebnis: 2:2 n. V. (1:1,0:1), 5:4 i. E.          | | |            |                                                |
| Zuschauer: 17.686 (ausverkauft)                   | | |            |                                                |
| Schiedsrichter: Jonas Eriksson ( Schweden)        | | |            |                                                |

## 2014
Die 40. Ausspielung des Wettbewerbs fand am 12. August 2014 im Cardiff City Stadium zwischen dem Sieger der UEFA Champions League 2013/14, Real Madrid, und dem Sieger der UEFA Europa League 2013/14, dem FC Sevilla, statt; zum vierten Mal standen sich zwei Klubs aus demselben Land gegenüber. Für Real Madrid war es nach 2002 der zweite Titel bei der vierten Super-Cup-Teilnahme.
Spielstatistik:
| Real Madrid                                                    | Real Madrid | FC Sevilla | FC Sevilla | Aufstellung                              |
| -------------------------------------------------------------- | --- | --- | ---------- | ---------------------------------------- |
| Real Madrid                                                    | \| 12. August 2014 um 20:45 Uhr in Cardiff (Cardiff City Stadium) \| \| Ergebnis: 2:0 (1:0) \| \| Zuschauer: 30.854 \| \| Schiedsrichter: Mark Clattenburg ( England) \|                                                                                | \| 12. August 2014 um 20:45 Uhr in Cardiff (Cardiff City Stadium) \| \| Ergebnis: 2:0 (1:0) \| \| Zuschauer: 30.854 \| \| Schiedsrichter: Mark Clattenburg ( England) \|                                                                        | FC Sevilla | Aufstellung Real Madrid gegen FC Sevilla |
| Real Madrid                                                    | Iker Casillas – Dani Carvajal, Pepe, Sergio Ramos, Fábio Coentrão (84. Marcelo) – Toni Kroos, Luka Modrić (86. Asier Illarramendi) – Gareth Bale, James Rodríguez (72. Isco), Cristiano Ronaldo – Karim Benzema Cheftrainer: Carlo Ancelotti ( Italien) | Beto – Coke (84. Diogo Figueiras), Nicolás Pareja, Federico Fazio , Fernando Navarro – Grzegorz Krychowiak, Daniel Carriço – Aleix Vidal (66. Iago Aspas), Denis Suárez (78. José Antonio Reyes), Vitolo – Carlos Bacca Cheftrainer: Unai Emery | FC Sevilla | Aufstellung Real Madrid gegen FC Sevilla |
| Real Madrid                                                    | 1:0 Cristiano Ronaldo (30.) 2:0 Cristiano Ronaldo (49.) | | FC Sevilla | Aufstellung Real Madrid gegen FC Sevilla |
| Real Madrid                                                    | Dani Carvajal (45.), Toni Kroos (53.) | Vitolo (42.), Fernando Navarro (66.) | FC Sevilla | Aufstellung Real Madrid gegen FC Sevilla |
| 12. August 2014 um 20:45 Uhr in Cardiff (Cardiff City Stadium) | | |            |                                          |
| Ergebnis: 2:0 (1:0)                                            | | |            |                                          |
| Zuschauer: 30.854                                              | | |            |                                          |
| Schiedsrichter: Mark Clattenburg ( England)                    | | |            |                                          |

## 2015
Die 41. Ausspielung des Wettbewerbs wurde am 11. August 2015 in Tiflis im Boris-Paitschadse-Dinamo-Arena zwischen dem Sieger der UEFA Champions League 2014/15, dem FC Barcelona, und dem Sieger der UEFA Europa League 2014/15, dem FC Sevilla, ausgetragen. Zum fünften Mal, nach 1992, 1997, 2009 und 2011, konnten die Katalanen – bei ihrer insgesamt neunten Teilnahme – den Sieg für sich verbuchen und zogen damit nach Titeln mit dem AC Mailand gleich.
Spielstatistik:
| FC Barcelona                                                            | FC Barcelona | FC Sevilla | FC Sevilla | Aufstellung                               |
| ----------------------------------------------------------------------- | --- | --- | ---------- | ----------------------------------------- |
| FC Barcelona                                                            | \| 11. August 2015 um 20:45 Uhr in Tiflis (Boris-Paitschadse-Dinamo-Arena) \| \| Ergebnis: 5:4 n. V. (4:4, 3:1) \| \| Zuschauer: 51.940 \| \| Schiedsrichter: William Collum ( Schottland) \|                                                        | \| 11. August 2015 um 20:45 Uhr in Tiflis (Boris-Paitschadse-Dinamo-Arena) \| \| Ergebnis: 5:4 n. V. (4:4, 3:1) \| \| Zuschauer: 51.940 \| \| Schiedsrichter: William Collum ( Schottland) \|                                                      | FC Sevilla | Aufstellung FC Barcelona gegen FC Sevilla |
| FC Barcelona                                                            | Marc-André ter Stegen – Dani Alves, Gerard Piqué, Javier Mascherano (93. Pedro), Jérémy Mathieu – Ivan Rakitić, Sergio Busquets, Andrés Iniesta (63. Sergi Roberto) – Lionel Messi, Luis Suárez, Rafinha (78. Marc Bartra) Cheftrainer: Luis Enrique | Beto – Coke, Adil Rami, Grzegorz Krychowiak, Benoît Trémoulinas – Michael Krohn-Dehli, Éver Banega – José Antonio Reyes (68. Jewhen Konopljanka), Vicente Iborra (80. Mariano), Vitolo – Kevin Gameiro (80. Ciro Immobile) Cheftrainer: Unai Emery | FC Sevilla | Aufstellung FC Barcelona gegen FC Sevilla |
| FC Barcelona                                                            | 1:1 Lionel Messi (7.) 2:1 Lionel Messi (16.) 3:1 Rafinha (44.) 4:1 Luis Suárez (52.) 5:4 Pedro (115.) | 0:1 Éver Banega (3.) 4:2 José Antonio Reyes (57.) 4:3 Kevin Gameiro (72., Foulelfmeter) 4:4 Jewhen Konopljanka (81.) | FC Sevilla | Aufstellung FC Barcelona gegen FC Sevilla |
| FC Barcelona                                                            | Jérémy Mathieu (71.), Pedro (94.), Sergio Busquets (117.), Dani Alves (120.) | Grzegorz Krychowiak (14.), Coke (87.), Éver Banega (90.+2′), Ciro Immobile (92.), Michael Krohn-Dehli (120.) | FC Sevilla | Aufstellung FC Barcelona gegen FC Sevilla |
| 11. August 2015 um 20:45 Uhr in Tiflis (Boris-Paitschadse-Dinamo-Arena) | | |            |                                           |
| Ergebnis: 5:4 n. V. (4:4, 3:1)                                          | | |            |                                           |
| Zuschauer: 51.940                                                       | | |            |                                           |
| Schiedsrichter: William Collum ( Schottland)                            | | |            |                                           |

## 2016
Die 42. Ausspielung des Wettbewerbs wurde am 9. August 2016 in Trondheim im Lerkendal-Stadion zwischen dem Sieger der UEFA Champions League 2015/16, Real Madrid, und dem Sieger der UEFA Europa League 2015/16, dem FC Sevilla, ausgetragen. Die Madrilenen gewannen nach 2002 und 2014 ihren dritten Titel bei insgesamt fünf Teilnahmen. Ebenfalls zum fünften Mal standen die Andalusier im Finale, kassierten allerdings seit ihrem Titelgewinn 2006 bereits die vierte Niederlage in Folge.
Spielstatistik:
| Real Madrid                                                  | Real Madrid | FC Sevilla | FC Sevilla | Aufstellung                              |
| ------------------------------------------------------------ | --- | --- | ---------- | ---------------------------------------- |
| Real Madrid                                                  | \| 9. August 2016 um 20:45 Uhr in Trondheim (Lerkendal-Stadion) \| \| Ergebnis: 3:2 n. V. (2:2, 1:1) \| \| Zuschauer: 17.939 \| \| Schiedsrichter: Milorad Mažić ( Serbien) 1 \|                                                                          | \| 9. August 2016 um 20:45 Uhr in Trondheim (Lerkendal-Stadion) \| \| Ergebnis: 3:2 n. V. (2:2, 1:1) \| \| Zuschauer: 17.939 \| \| Schiedsrichter: Milorad Mažić ( Serbien) 1 \| | FC Sevilla | Aufstellung Real Madrid gegen FC Sevilla |
| Real Madrid                                                  | Kiko Casilla – Dani Carvajal, Raphaël Varane, Sergio Ramos , Marcelo – Mateo Kovačić (73. James Rodríguez), Casemiro, Isco (66. Luka Modrić) – Lucas Vázquez, Álvaro Morata (62. Karim Benzema), Marco Asensio Cheftrainer: Zinédine Zidane ( Frankreich) | Sergio Rico – Nicolás Pareja, Daniel Carriço (51. Adil Rami), Timothée Kolodziejczak – Vicente Iborra (74. Matías Kranevitter) – Hiroshi Kiyotake, Steven Nzonzi, Franco Vázquez – Mariano, Luciano Vietto (67. Jewhen Konopljanka), Vitolo Cheftrainer: Jorge Sampaoli ( Argentinien) | FC Sevilla | Aufstellung Real Madrid gegen FC Sevilla |
| Real Madrid                                                  | 1:0 Marco Asensio (21.) 2:2 Sergio Ramos (90.+3') 3:2 Dani Carvajal (119.) | 1:1 Franco Vázquez (41.) 1:2 Jewhen Konopljanka (72., Foulelfmeter) | FC Sevilla | Aufstellung Real Madrid gegen FC Sevilla |
| Real Madrid                                                  | Dani Carvajal (84.), Marco Asensio (86.), James Rodríguez (93.) | Vitolo (40.), Timothée Kolodziejczak (90.) | FC Sevilla | Aufstellung Real Madrid gegen FC Sevilla |
| Real Madrid                                                  | Timothée Kolodziejczak (93.) | | FC Sevilla | Aufstellung Real Madrid gegen FC Sevilla |
| 9. August 2016 um 20:45 Uhr in Trondheim (Lerkendal-Stadion) | | |            |                                          |
| Ergebnis: 3:2 n. V. (2:2, 1:1)                               | | |            |                                          |
| Zuschauer: 17.939                                            | | |            |                                          |
| Schiedsrichter: Milorad Mažić ( Serbien) 1                   | | |            |                                          |

## 2017
Die 43. Ausspielung des Wettbewerbs wurde am 8. August 2017 in Skopje in der Philip-II-Arena zwischen dem Sieger der UEFA Champions League 2016/17, Real Madrid, und dem Sieger der UEFA Europa League 2016/17, Manchester United, ausgetragen. Für die „Königlichen“ war es der vierte Triumph (nach 2002, 2014 und 2016) bei ihrer sechsten Teilnahme. Die Red Devils (Sieger 1991) verloren ihr drittes Finale nacheinander.
Spielstatistik:
| Real Madrid                                             | Real Madrid | Manchester United | Manchester United | Aufstellung                                     |
| ------------------------------------------------------- | --- | --- | ----------------- | ----------------------------------------------- |
| Real Madrid                                             | \| 8. August 2017 um 20:45 Uhr in Skopje (Philip-II-Arena) \| \| Ergebnis: 2:1 (1:0) \| \| Zuschauer: 30.421 \| \| Schiedsrichter: Gianluca Rocchi ( Italien) 2 \| \| Spielbericht \|                                                                  | \| 8. August 2017 um 20:45 Uhr in Skopje (Philip-II-Arena) \| \| Ergebnis: 2:1 (1:0) \| \| Zuschauer: 30.421 \| \| Schiedsrichter: Gianluca Rocchi ( Italien) 2 \| \| Spielbericht \|                                                                                | Manchester United | Aufstellung Real Madrid gegen Manchester United |
| Real Madrid                                             | Keylor Navas – Dani Carvajal, Raphaël Varane, Sergio Ramos , Marcelo – Luka Modrić, Casemiro, Toni Kroos – Gareth Bale (74. Marco Asensio), Karim Benzema (82. Cristiano Ronaldo), Isco (74. Lucas Vázquez) Cheftrainer: Zinédine Zidane ( Frankreich) | David de Gea – Antonio Valencia , Victor Lindelöf, Chris Smalling, Matteo Darmian – Ander Herrera (56. Marouane Fellaini), Nemanja Matić, Paul Pogba – Henrich Mchitarjan, Romelu Lukaku, Jesse Lingard (47. Marcus Rashford) Cheftrainer: José Mourinho ( Portugal) | Manchester United | Aufstellung Real Madrid gegen Manchester United |
| Real Madrid                                             | 1:0 Casemiro (24.) 2:0 Isco (52.) | 2:1 Romelu Lukaku (62.) | Manchester United | Aufstellung Real Madrid gegen Manchester United |
| Real Madrid                                             | Dani Carvajal (84.), Sergio Ramos (86.) | Jesse Lingard (42.), Marcus Rashford (90.+4') | Manchester United | Aufstellung Real Madrid gegen Manchester United |
| 8. August 2017 um 20:45 Uhr in Skopje (Philip-II-Arena) | | |                   |                                                 |
| Ergebnis: 2:1 (1:0)                                     | | |                   |                                                 |
| Zuschauer: 30.421                                       | | |                   |                                                 |
| Schiedsrichter: Gianluca Rocchi ( Italien) 2            | | |                   |                                                 |
| Spielbericht                                            | | |                   |                                                 |

## 2018
Die 44. Ausspielung des Wettbewerbs wurde am 15. August 2018 in Tallinn im Lilleküla staadion zwischen dem Sieger der UEFA Champions League 2017/18, Real Madrid, und dem Sieger der UEFA Europa League 2017/18, Atlético Madrid, ausgetragen. Mit Atlético Madrid gewann zum 20. Mal der Vertreter der Europa League den Supercup. Überdies war es der dritte Sieg der Rojiblancos bei ihrer dritten Teilnahme. Für Real Madrid war es die dritte Niederlage im siebten Finale. Es war außerdem das erste Supercupfinale mit zwei Vereinen aus derselben Stadt.
Spielstatistik:
| Real Madrid                                               | Real Madrid | Atlético Madrid | Atlético Madrid | Aufstellung                                   |
| --------------------------------------------------------- | --- | --- | --------------- | --------------------------------------------- |
| Real Madrid                                               | \| 15. August 2018 um 21 Uhr in Tallinn (Lilleküla staadion) \| \| Ergebnis: 2:4 n. V. (2:2, 1:1) \| \| Zuschauer: 12.315 \| \| Schiedsrichter: Szymon Marciniak ( Polen) 3 \|                                                                            | \| 15. August 2018 um 21 Uhr in Tallinn (Lilleküla staadion) \| \| Ergebnis: 2:4 n. V. (2:2, 1:1) \| \| Zuschauer: 12.315 \| \| Schiedsrichter: Szymon Marciniak ( Polen) 3 \| | Atlético Madrid | Aufstellung Real Madrid gegen Atlético Madrid |
| Real Madrid                                               | Keylor Navas – Dani Carvajal, Raphaël Varane, Sergio Ramos , Marcelo – Casemiro (76. Dani Ceballos), Toni Kroos (102. Borja Mayoral), Isco (83. Lucas Vázquez) – Gareth Bale, Marco Asensio (57. Luka Modrić), Karim Benzema Cheftrainer: Julen Lopetegui | Jan Oblak – Juanfran, Stefan Savić, Diego Godín , Lucas Hernández – Saúl, Rodri (71. Vitolo), Thomas Lemar (90.+1' Thomas Partey), Koke – Diego Costa (109. José María Giménez), Antoine Griezmann (57. Ángel Correa) Cheftrainer: Diego Simeone ( Argentinien) (wegen Gelbsperre vertreten durch Germán Burgos ( Argentinien)) | Atlético Madrid | Aufstellung Real Madrid gegen Atlético Madrid |
| Real Madrid                                               | 1:1 Karim Benzema (27.) 2:1 Sergio Ramos (63., Handelfmeter) | 0:1 Diego Costa (1.) 2:2 Diego Costa (79.) 2:3 Saúl (98.) 2:4 Koke (104.) | Atlético Madrid | Aufstellung Real Madrid gegen Atlético Madrid |
| Real Madrid                                               | Marco Asensio (35.), Marcelo (54.), Dani Ceballos (90.+1'), Luka Modrić (101.), Sergio Ramos (112.) | Ángel Correa (60.), Diego Costa (62.), Vitolo (105.+3') | Atlético Madrid | Aufstellung Real Madrid gegen Atlético Madrid |
| 15. August 2018 um 21 Uhr in Tallinn (Lilleküla staadion) | | |                 |                                               |
| Ergebnis: 2:4 n. V. (2:2, 1:1)                            | | |                 |                                               |
| Zuschauer: 12.315                                         | | |                 |                                               |
| Schiedsrichter: Szymon Marciniak ( Polen) 3               | | |                 |                                               |

## 2019
Die 45. Ausspielung des Wettbewerbs wurde am 14. August 2019 in Istanbul im Beşiktaş-Stadion zwischen dem Sieger der UEFA Champions League 2018/19, FC Liverpool, und dem Sieger der UEFA Europa League 2018/19, FC Chelsea, ausgetragen; zum achten Mal kamen die beiden Kontrahenten aus dem gleichen Land. Für die Reds war es nach 1977, 2001 und 2005 der vierte Triumph bei ihrer siebten Teilnahme.
Erstmals leitete mit Stéphanie Frappart und ihren Assistentinnen Manuela Nicolosi und Michelle O’Neill ein weibliches Schiedsrichtergespann das Herrenendspiel eines europäischen Vereinswettbewerbs. Mit Jürgen Klopp gewann erstmals ein deutscher Trainer das Finale um den UEFA Super Cup.
Spielstatistik:
| FC Liverpool                                             | FC Liverpool | FC Chelsea | FC Chelsea | Aufstellung                               |
| -------------------------------------------------------- | --- | --- | ---------- | ----------------------------------------- |
| FC Liverpool                                             | \| 14. August 2019 um 21 Uhr in Istanbul (Beşiktaş-Stadion) \| \| Ergebnis: 2:2 n. V. (1:1, 0:1), 5:4 i. E. \| \| Zuschauer: 38.434 \| \| Schiedsrichterin: Stéphanie Frappart ( Frankreich) 4 \| | \| 14. August 2019 um 21 Uhr in Istanbul (Beşiktaş-Stadion) \| \| Ergebnis: 2:2 n. V. (1:1, 0:1), 5:4 i. E. \| \| Zuschauer: 38.434 \| \| Schiedsrichterin: Stéphanie Frappart ( Frankreich) 4 \|                                                              | FC Chelsea | Aufstellung FC Liverpool gegen FC Chelsea |
| FC Liverpool                                             | Adrián – Virgil van Dijk, Joe Gomez, Andrew Robertson (91. Trent Alexander-Arnold), Joel Matip – Fabinho, James Milner (64. Georginio Wijnaldum), Jordan Henderson – Sadio Mané (103. Divock Origi), Mohamed Salah, Alex Oxlade-Chamberlain (46. Roberto Firmino) Cheftrainer: Jürgen Klopp ( Deutschland) | Kepa – Andreas Christensen (85. Fikayo Tomori), Kurt Zouma, César Azpilicueta, Emerson – Jorginho, N’Golo Kanté, Mateo Kovačić (101. Ross Barkley) – Pedro, Olivier Giroud (74. Tammy Abraham), Christian Pulisic (74. Mason Mount) Cheftrainer: Frank Lampard | FC Chelsea | Aufstellung FC Liverpool gegen FC Chelsea |
| FC Liverpool                                             | 1:1 Sadio Mané (48.) 2:1 Sadio Mané (95.) | 0:1 Olivier Giroud (36.) 2:2 Jorginho (101., Foulelfmeter) | FC Chelsea | Aufstellung FC Liverpool gegen FC Chelsea |
| FC Liverpool                                             | Elfmeterschießen | | FC Chelsea | Aufstellung FC Liverpool gegen FC Chelsea |
| FC Liverpool                                             | 1:0 Roberto Firmino 2:1 Fabinho 3:2 Divock Origi 4:3 Trent Alexander-Arnold 5:4 Mohamed Salah | 1:1 Jorginho 2:2 Ross Barkley 3:3 Mason Mount 4:4 Emerson Tammy Abraham | FC Chelsea | Aufstellung FC Liverpool gegen FC Chelsea |
| FC Liverpool                                             | Jordan Henderson (85.), Trent Alexander-Arnold (107.) | César Azpilicueta (79.) | FC Chelsea | Aufstellung FC Liverpool gegen FC Chelsea |
| 14. August 2019 um 21 Uhr in Istanbul (Beşiktaş-Stadion) | | |            |                                           |
| Ergebnis: 2:2 n. V. (1:1, 0:1), 5:4 i. E.                | | |            |                                           |
| Zuschauer: 38.434                                        | | |            |                                           |
| Schiedsrichterin: Stéphanie Frappart ( Frankreich) 4     | | |            |                                           |

## 2020
Die 46. Ausspielung des Wettbewerbs fand am 24. September 2020 in Budapest in der Puskás Aréna zwischen dem Sieger der UEFA Champions League 2019/20, dem FC Bayern München, und dem Sieger der UEFA Europa League 2019/20, dem FC Sevilla, statt. Während der FC Bayern nach 2013 seinen zweiten Titelgewinn – bei insgesamt fünf Teilnahmen – feiern konnte, kassierte der FC Sevilla die fünfte Niederlage im sechsten Spiel.
Aufgrund der COVID-19-Pandemie war eine Stadion-Auslastung von maximal 30 Prozent (etwa 20.000 Zuschauer) zugelassen.
| FC Bayern München                                          | FC Bayern München | FC Sevilla | FC Sevilla | Aufstellung                                    |
| ---------------------------------------------------------- | --- | --- | ---------- | ---------------------------------------------- |
| FC Bayern München                                          | \| 24. September 2020 um 21:00 Uhr in Budapest (Puskás Aréna) \| \| Ergebnis: 2:1 n. V. (1:1, 1:1) \| \| Zuschauer: 15.180 \| \| Schiedsrichter: Anthony Taylor ( England) 5 \| \| Spielbericht \|                                                                                       | \| 24. September 2020 um 21:00 Uhr in Budapest (Puskás Aréna) \| \| Ergebnis: 2:1 n. V. (1:1, 1:1) \| \| Zuschauer: 15.180 \| \| Schiedsrichter: Anthony Taylor ( England) 5 \| \| Spielbericht \|                                                           | FC Sevilla | Aufstellung FC Bayern München gegen FC Sevilla |
| FC Bayern München                                          | Manuel Neuer – Benjamin Pavard, Lucas Hernández (99. Alphonso Davies), Niklas Süle, David Alaba (112. Jérôme Boateng) – Leon Goretzka (99. Javi Martínez), Joshua Kimmich – Leroy Sané (70. Corentin Tolisso), Thomas Müller, Serge Gnabry – Robert Lewandowski Cheftrainer: Hansi Flick | Bono – Jesús Navas, Diego Carlos, Jules Koundé, Sergio Escudero – Joan Jordán (94. Franco Vázquez), Fernando, Ivan Rakitić (56. Óliver Torres) – Suso (73. Nemanja Gudelj), Luuk de Jong (56. Youssef En-Nesyri), Lucas Ocampos Cheftrainer: Julen Lopetegui | FC Sevilla | Aufstellung FC Bayern München gegen FC Sevilla |
| FC Bayern München                                          | 1:1 Goretzka (34.) 2:1 Martínez (104.) | 0:1 Ocampos (13., Foulelfmeter) | FC Sevilla | Aufstellung FC Bayern München gegen FC Sevilla |
| FC Bayern München                                          | Alaba (12.), Hernández (90.+1') | Jordán (45.+1'), Koundé (55.), Fernando (70.), Escudero (119.) | FC Sevilla | Aufstellung FC Bayern München gegen FC Sevilla |
| 24. September 2020 um 21:00 Uhr in Budapest (Puskás Aréna) | | |            |                                                |
| Ergebnis: 2:1 n. V. (1:1, 1:1)                             | | |            |                                                |
| Zuschauer: 15.180                                          | | |            |                                                |
| Schiedsrichter: Anthony Taylor ( England) 5                | | |            |                                                |
| Spielbericht                                               | | |            |                                                |

## 2021
Die 47. Ausspielung des Wettbewerbs wurde am 11. August 2021 in Belfast im Windsor Park zwischen dem FC Chelsea, Sieger der UEFA Champions League 2020/21, und dem FC Villarreal, Sieger der UEFA Europa League 2020/21, ausgetragen. Die Blues sicherten sich nach 1998 ihren zweiten Titel bei insgesamt fünf Teilnahmen.
| FC Chelsea                                                              | FC Chelsea | FC Villarreal | FC Villarreal | Aufstellung                                |
| ----------------------------------------------------------------------- | --- | --- | ------------- | ------------------------------------------ |
| FC Chelsea                                                              | \| 11. August 2021 um 20:00 Uhr (21:00 Uhr MESZ) in Belfast (Windsor Park) \| \| Ergebnis: 1:1 n. V. (1:1, 1:0), 6:5 i. E. \| \| Zuschauer: 10.435 \| \| Schiedsrichter: Sergei Karassjow ( Russland) 6 \| \| Spielbericht \| | \| 11. August 2021 um 20:00 Uhr (21:00 Uhr MESZ) in Belfast (Windsor Park) \| \| Ergebnis: 1:1 n. V. (1:1, 1:0), 6:5 i. E. \| \| Zuschauer: 10.435 \| \| Schiedsrichter: Sergei Karassjow ( Russland) 6 \| \| Spielbericht \|                                                                            | FC Villarreal | Aufstellung FC Chelsea gegen FC Villarreal |
| FC Chelsea                                                              | Édouard Mendy ( 119. Kepa) – Kurt Zouma ( 70. Andreas Christensen), Trevoh Chalobah, Antonio Rüdiger – N’Golo Kanté ( 65. Jorginho), Mateo Kovačić, Callum Hudson-Odoi ( 85. César Azpilicueta), Marcos Alonso – Hakim Ziyech ( 43. Christian Pulisic), Timo Werner ( 66. Mason Mount), Kai Havertz Cheftrainer: Thomas Tuchel ( Deutschland) | Sergio Asenjo – Alfonso Pedraza ( 65. Pervis Estupiñán), Pau, Raúl Albiol , Juan Foyth – Alberto Moreno ( 86. Manu Morlanes), Étienne Capoue ( 70. Mario Gaspar), Manu Trigueros ( 82. Moi Gómez) – Boulaye Dia ( 91. Dani Raba), Gerard Moreno, Yeremi Pino ( 119. Aïssa Mandi) Cheftrainer: Unai Emery | FC Villarreal | Aufstellung FC Chelsea gegen FC Villarreal |
| FC Chelsea                                                              | 1:0 Ziyech (27.) | 1:1 G. Moreno (73.) | FC Villarreal | Aufstellung FC Chelsea gegen FC Villarreal |
| FC Chelsea                                                              | Elfmeterschießen | | FC Villarreal | Aufstellung FC Chelsea gegen FC Villarreal |
| FC Chelsea                                                              | Havertz 1:1 Azpilicueta 2:1 Alonso 3:2 Mount 4:3 Jorginho 5:4 Pulisic 6:5 Rüdiger | 0:1 G. Moreno Mandi 2:2 Estupiñán 3:3 Gómez 4:4 Raba 5:5 Foyth Albiol | FC Villarreal | Aufstellung FC Chelsea gegen FC Villarreal |
| FC Chelsea                                                              | Rüdiger (45.) | Pino (61.), Raba (119.) | FC Villarreal | Aufstellung FC Chelsea gegen FC Villarreal |
| 11. August 2021 um 20:00 Uhr (21:00 Uhr MESZ) in Belfast (Windsor Park) | | |               |                                            |
| Ergebnis: 1:1 n. V. (1:1, 1:0), 6:5 i. E.                               | | |               |                                            |
| Zuschauer: 10.435                                                       | | |               |                                            |
| Schiedsrichter: Sergei Karassjow ( Russland) 6                          | | |               |                                            |
| Spielbericht                                                            | | |               |                                            |

## 2022
Die 48. Ausspielung des Wettbewerbs wurde am 10. August 2022 in Helsinki im Olympiastadion zwischen Real Madrid, Sieger der UEFA Champions League 2021/22, und Eintracht Frankfurt, Sieger der UEFA Europa League 2021/22, ausgetragen. Real Madrid sicherte sich seinen fünften Titel bei insgesamt acht Teilnahmen. Erstmals wurde die Verlängerung abgeschafft, nach regulärer Spielzeit hätte es bei Gleichstand also im Gegensatz zu vorherigen Austragungen sofort ein Elfmeterschießen gegeben.
| Real Madrid                                                                | Real Madrid | Eintracht Frankfurt | Eintracht Frankfurt | Aufstellung                                       |
| -------------------------------------------------------------------------- | --- | --- | ------------------- | ------------------------------------------------- |
| Real Madrid                                                                | \| 10. August 2022 um 22:00 Uhr (21:00 Uhr MESZ) in Helsinki (Olympiastadion) \| \| Ergebnis: 2:0 (1:0) \| \| Zuschauer: 31.042 \| \| Schiedsrichter: Michael Oliver ( England) 7 \| \| Spielbericht \| | \| 10. August 2022 um 22:00 Uhr (21:00 Uhr MESZ) in Helsinki (Olympiastadion) \| \| Ergebnis: 2:0 (1:0) \| \| Zuschauer: 31.042 \| \| Schiedsrichter: Michael Oliver ( England) 7 \| \| Spielbericht \|                                                              | Eintracht Frankfurt | Aufstellung Real Madrid gegen Eintracht Frankfurt |
| Real Madrid                                                                | Thibaut Courtois – Dani Carvajal (85. Antonio Rüdiger), Éder Militão, David Alaba, Ferland Mendy – Luka Modrić (67. Rodrygo), Casemiro, Toni Kroos (85. Aurélien Tchouaméni) – Federico Valverde (76. Eduardo Camavinga), Karim Benzema , Vinícius Júnior (85. Dani Ceballos) Cheftrainer: Carlo Ancelotti ( Italien) | Kevin Trapp – Almamy Touré (70. Lucas Alario), Tuta, Evan N’Dicka – Ansgar Knauff, Djibril Sow, Sebastian Rode (58. Mario Götze), Christopher Lenz – Daichi Kamada, Rafael Borré, Jesper Lindstrøm (58. Randal Kolo Muani) Cheftrainer: Oliver Glasner ( Österreich) | Eintracht Frankfurt | Aufstellung Real Madrid gegen Eintracht Frankfurt |
| Real Madrid                                                                | 1:0 Alaba (37.) 2:0 Benzema (65.) | | Eintracht Frankfurt | Aufstellung Real Madrid gegen Eintracht Frankfurt |
| Real Madrid                                                                | Alario (90.+2') | | Eintracht Frankfurt | Aufstellung Real Madrid gegen Eintracht Frankfurt |
| 10. August 2022 um 22:00 Uhr (21:00 Uhr MESZ) in Helsinki (Olympiastadion) | | |                     |                                                   |
| Ergebnis: 2:0 (1:0)                                                        | | |                     |                                                   |
| Zuschauer: 31.042                                                          | | |                     |                                                   |
| Schiedsrichter: Michael Oliver ( England) 7                                | | |                     |                                                   |
| Spielbericht                                                               | | |                     |                                                   |

## 2023
Die 49. Ausspielung des Wettbewerbs wurde am 16. August 2023 im griechischen Piräus im Karaiskakis-Stadion zwischen Manchester City, Sieger der UEFA Champions League 2022/23 und dem FC Sevilla, Sieger der UEFA Europa League 2022/23, ausgetragen. Ursprünglich sollte die Partie im russischen Kasan in der Ak Bars Arena stattfinden. Aufgrund des russischen Einmarsches in die Ukraine im Februar 2022 wurde Kasan die Austragung entzogen und das Spiel nach Piräus verlegt. Die Engländer traten erstmals in einem Spiel um den Supercup an.
| Manchester City                                                               | Manchester City | FC Sevilla | FC Sevilla | Aufstellung                                  |
| ----------------------------------------------------------------------------- | --- | --- | ---------- | -------------------------------------------- |
| Manchester City                                                               | \| 16. August 2023 um 22:00 Uhr (21:00 Uhr MESZ) in Piräus (Karaiskakis-Stadion) \| \| Ergebnis: 1:1 (0:1), 5:4 i. E. \| \| Zuschauer: 29.207 \| \| Schiedsrichter: François Letexier ( Frankreich) 8 \| \| Spielbericht \| | \| 16. August 2023 um 22:00 Uhr (21:00 Uhr MESZ) in Piräus (Karaiskakis-Stadion) \| \| Ergebnis: 1:1 (0:1), 5:4 i. E. \| \| Zuschauer: 29.207 \| \| Schiedsrichter: François Letexier ( Frankreich) 8 \| \| Spielbericht \|                                            | FC Sevilla | Aufstellung Manchester City gegen FC Sevilla |
| Manchester City                                                               | Ederson – Kyle Walker , Manuel Akanji, Joško Gvardiol, Nathan Aké – Mateo Kovačić, Rodri – Cole Palmer ( 85. Julián Álvarez), Phil Foden, Jack Grealish – Erling Haaland Cheftrainer: Pep Guardiola ( Spanien)              | Bono – Marcos Acuña, Nemanja Gudelj, Loïc Badé, Jesús Navas ( 83. Gonzalo Montiel) – Ivan Rakitić, Joan Jordán – Erik Lamela ( 90+3. Suso), Óliver Torres ( 74. Juanlu Sánchez), Lucas Ocampos – Youssef En-Nesyri ( 90+3. Rafa Mir) Cheftrainer: José Luis Mendilibar | FC Sevilla | Aufstellung Manchester City gegen FC Sevilla |
| Manchester City                                                               | 1:1 Palmer (63.) | 0:1 En-Nesyri (25.) | FC Sevilla | Aufstellung Manchester City gegen FC Sevilla |
| Manchester City                                                               | Elfmeterschießen | | FC Sevilla | Aufstellung Manchester City gegen FC Sevilla |
| Manchester City                                                               | 1:0 Haaland 2:1 Álvarez 3:2 Kovačić 4:3 Gvardiol 5:4 Walker | 1:1 Ocampos 2:2 Mir 3:3 Rakitić 4:4 Montiel Gudelj | FC Sevilla | Aufstellung Manchester City gegen FC Sevilla |
| Manchester City                                                               | Lamela (62.), Juanlu (90.) | | FC Sevilla | Aufstellung Manchester City gegen FC Sevilla |
| 16. August 2023 um 22:00 Uhr (21:00 Uhr MESZ) in Piräus (Karaiskakis-Stadion) | | |            |                                              |
| Ergebnis: 1:1 (0:1), 5:4 i. E.                                                | | |            |                                              |
| Zuschauer: 29.207                                                             | | |            |                                              |
| Schiedsrichter: François Letexier ( Frankreich) 8                             | | |            |                                              |
| Spielbericht                                                                  | | |            |                                              |

## 2024
Die 50. Ausspielung des Wettbewerbs fand am 14. August 2024 in der polnischen Hauptstadt Warschau im Nationalstadion zwischen Real Madrid, dem Sieger der UEFA Champions League 2023/24 und Atalanta Bergamo, dem Sieger der UEFA Europa League 2023/24, statt.
| Real Madrid                                                                 | Real Madrid | Atalanta Bergamo | Atalanta Bergamo |
| --------------------------------------------------------------------------- | --- | --- | ---------------- |
| Real Madrid                                                                 | \| Finale \| \| 14. August 2024 um 22:00 Uhr (21:00 Uhr MESZ) in Warschau (Nationalstadion) \| \| Ergebnis: 2:0 (0:0) \| \| Zuschauer: 56.042 \| \| Schiedsrichter: Sandro Schärer ( Schweiz) 9 \| \| Spielbericht \|                                                                                                  | \| Finale \| \| 14. August 2024 um 22:00 Uhr (21:00 Uhr MESZ) in Warschau (Nationalstadion) \| \| Ergebnis: 2:0 (0:0) \| \| Zuschauer: 56.042 \| \| Schiedsrichter: Sandro Schärer ( Schweiz) 9 \| \| Spielbericht \|                                                                          | Atalanta Bergamo |
| Real Madrid                                                                 | Thibaut Courtois – Dani Carvajal (89. Lucas Vázquez), Éder Militão, Antonio Rüdiger, Ferland Mendy – Jude Bellingham (88. Dani Ceballos), Federico Valverde, Aurélien Tchouaméni – Vinícius Júnior (88. Arda Güler), Kylian Mbappé (83 Brahim Díaz), Rodrygo (76. Luka Modrić) Cheftrainer: Carlo Ancelotti ( Italien) | Juan Musso – Isak Hien (90. Marco Palestra), Berat Djimsiti, Sead Kolašinac (71. Mitchel Bakker) – Mario Pašalić (90. Alberto Manzoni), Éderson, Marten de Roon, Charles De Ketelaere, Matteo Ruggeri, Davide Zappacosta (62. Ben Godfrey) – Ademola Lookman Cheftrainer: Gian Piero Gasperini | Atalanta Bergamo |
| Real Madrid                                                                 | 1:0 Valverde (59.), 2:0 Mbappé (68.) | | Atalanta Bergamo |
| Real Madrid                                                                 | Bellingham (35.), Júnior (42.) | Éderson (9.), Djimsiti (64.) | Atalanta Bergamo |
| Finale                                                                      | | |                  |
| 14. August 2024 um 22:00 Uhr (21:00 Uhr MESZ) in Warschau (Nationalstadion) | | |                  |
| Ergebnis: 2:0 (0:0)                                                         | | |                  |
| Zuschauer: 56.042                                                           | | |                  |
| Schiedsrichter: Sandro Schärer ( Schweiz) 9                                 | | |                  |
| Spielbericht                                                                | | |                  |

## 2025
Die 51. Ausspielung des Wettbewerbs fand am 13. August 2025 in der italienischen Stadt Udine im Stadio Friuli zwischen Paris Saint-Germain, dem Sieger der UEFA Champions League 2024/25, und Tottenham Hotspur, dem Sieger der UEFA Europa League 2024/25, statt. Es ist das erste Spiel in Italien um den UEFA Super Cup, seitdem er seit 1998 in einem Spiel ausgetragen wird. Das Spiel ging nach der regulären Spielzeit, ohne Verlängerung direkt in das Elfmeterschießen.
| Paris Saint-Germain                                   | Paris Saint-Germain | Tottenham Hotspur | Tottenham Hotspur |
| ----------------------------------------------------- | --- | --- | ----------------- |
| Paris Saint-Germain                                   | \| Finale \| \| 13. August 2025 um 21:00 Uhr in Udine (Stadio Friuli) \| \| Ergebnis: 2:2 (0:2), 4:3 i. E. \| \| Schiedsrichter: João Pinheiro ( Portugal) 1 \| | \| Finale \| \| 13. August 2025 um 21:00 Uhr in Udine (Stadio Friuli) \| \| Ergebnis: 2:2 (0:2), 4:3 i. E. \| \| Schiedsrichter: João Pinheiro ( Portugal) 1 \| | Tottenham Hotspur |
| Paris Saint-Germain                                   | Lucas Chevalier – Achraf Hakimi, Marquinhos , Willian Pacho, Nuno Mendes – Désiré Doué (77. Gonçalo Ramos), Vitinha, Warren Zaïre-Emery (68. Lee Kang-in) – Bradley Barcola (68. Ibrahim Mbaye), Ousmane Dembélé, Chwitscha Kwarazchelia (60. Fabian) Cheftrainer: Luis Enrique ( Spanien) | Guglielmo Vicario – Micky van de Ven, Kevin Danso, Cristian Romero , Pedro Porro – Pape Sarr (90. Lucas Bergvall), Rodrigo Bentancur, João Palhinha (72. Archie Gray) – Djed Spence, Richarlison (72. Dominic Solanke), Mohammed Kudus (79. Mathys Tel) Cheftrainer: Thomas Frank ( Dänemark) | Tottenham Hotspur |
| Paris Saint-Germain                                   | 1:2 K.-I. Lee (85.) 2:2 Goncalo Ramos (90.+4') | 0:1 van de Ven (39.) 0:2 Romero (48.) | Tottenham Hotspur |
| Paris Saint-Germain                                   | Elfmeterschießen | | Tottenham Hotspur |
| Paris Saint-Germain                                   | Vitinha (Elfmeter verschossen) 1:2 Goncalo Ramos 2:2 Dembélé 3:2 Lee 4:3 Nuno Mendes | 0:1 Solanke 0:2 Bentancur van de Ven (Elfmeter gehalten) Tel (Elfmeter verschossen) 3:3 Pedro Porro | Tottenham Hotspur |
| Paris Saint-Germain                                   | Barcola (56.), Pacho (58.), Dembelé (90.) | Richarlison (53.) | Tottenham Hotspur |
| Finale                                                | | |                   |
| 13. August 2025 um 21:00 Uhr in Udine (Stadio Friuli) | | |                   |
| Ergebnis: 2:2 (0:2), 4:3 i. E.                        | | |                   |
| Schiedsrichter: João Pinheiro ( Portugal) 1           | | |                   |